# Briefe an eine deutsche Prinzessin

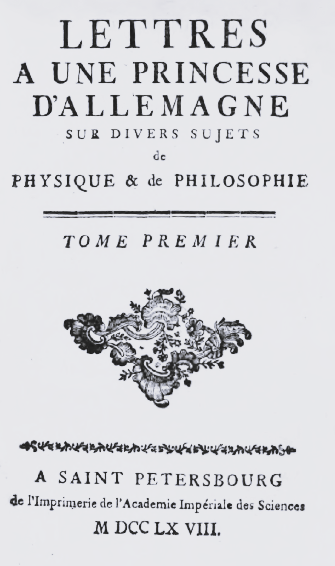
Titelseite der ersten Auflage von 1768, ohne Autorenname

Die Briefe an eine deutsche Prinzessin – über verschiedene Gegenstände aus der Physik und Philosophie (französischer Titel: Lettres à une princesse d’Allemagne – sur divers sujets de physique et de philosophie) ist eine Briefsammlung bestehend aus 234 Briefen, die erstmals im Jahre 1768 auf Französisch und schon ein Jahr später auf Deutsch erschienen ist. Die Sammlung umfasst die Briefe, die Leonhard Euler zwischen 1760 und 1762 an die Prinzessin Friederike Charlotte von Brandenburg-Schwedt, die zweite Nichte Friedrichs II., adressiert hat.
Die Schrift ist Eulers Versuch, die zu seiner Zeit aktuellen Bereiche der Physik und Philosophie pädagogisch auszuarbeiten und allgemeinverständlich vorzustellen. Zudem findet man hierin viele offene Bekenntnisse und Ansichten Eulers über die naturwissenschaftlichen Grundprobleme und über philosophische und theologische Fragen seiner Zeit.
Die Briefsammlung wird heute als ‹legendär› bezeichnet, denn ihr Erfolg ist in der Wissenschaftsgeschichte ‹beispiellos›. Noch im 18. Jahrhundert wurden die Lettres in acht Sprachen übersetzt. Und noch bis Mitte des 19. Jahrhunderts galten sie als das erfolgreichste Sachbuch über Naturwissenschaft.
Die Briefsammlung begründete mitunter das Genre der populären Wissenschaftsdarstellung. Sie machte Euler mit einem Schlag über die akademischen Fachkreise hinaus bekannt. Noch heute gelten die Briefe als ‹die erfolgreichste wissenschaftliche Popularisierung der Aufklärung›.
Durch die freimütige englische Erstausgabe ist Eulers Briefsammlung in englischsprachigen Kulturkreisen bis heute als eine Einführung in die Naturwissenschaften für Mädchen und interessierte Frauen bekannt geworden.
Aus heutiger Sicht bilden die Lettres vor allem ein kulturhistorisches ‹Hauptdokument der Aufklärung›, das ein Urvertrauen in die Kraft der Bildung setzt.
Im Zusammenhang mit Eulers Lettres wird seit dem Erscheinen ihrer ersten Auflage kontrovers über den Rang Leonhard Eulers als Philosoph diskutiert.

## Entstehungsgeschichte

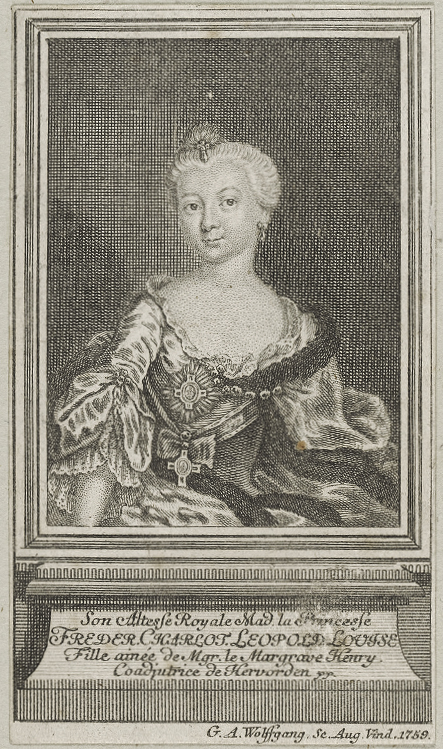
Friederike Charlotte von Brandenburg-Schwedt, mit 14 Jahren (Punktierstich: G. A. Wolfgang, 1759)

### Von den Privatlektionen zur Korrespondenz
Die eigentliche Briefsammlung ist bereits während Eulers Aufenthalt in Berlin entstanden, und damit schon acht Jahre vor ihrer ersten Veröffentlichung 1768. Dort war Euler bereits ein beschäftigter Direktor der mathematischen Abteilung der Preußischen Akademie der Wissenschaften unter der Leitung Friedrichs des Großen, als Euler mit Markgraf Friedrich Heinrich von Brandenburg-Schwedt Bekanntschaft machte. Dieser besuchte, vermutlich im Jahre 1755, zusammen mit seinen Töchtern Friederike Charlotte und Louise Henriette, in Berlin das dort erworbene Prinzessinnenpalais, wo er Euler zu Abendmusiken einlud. Beide verstanden sich angeblich freundschaftlich gut, besonders wegen der gemeinsamen Leidenschaft für die Musik. Der Markgraf Heinrich Friedrich war nicht nur ein Freund der darstellenden Künste – er errichtete ein eigenes Theatergebäude mit Schauspielensemble –, sondern er galt auch gegenüber den Wissenschaften als aufgeschlossen und interessiert. Er muss den persönlichen Kontakt zu Euler gesucht haben. Während eines dieser Zusammentreffen wurde Euler vom Vater offenbar gebeten, die ältere Tochter Friederike Charlotte in den Wissenschaften, vornehmlich Mathematik, zu unterweisen.
Erwiesen ist, dass Euler diesen Freundschaftsdienst gerne angenommen hat. In der Berliner Residenz unterrichtete er Friederike, vermutlich sogar beide Töchter Friedrich Heinrichs, in Mathematik, und das mindestens in den Jahren 1759 und 1760 zu mehreren Gelegenheiten. Außerdem ist einzelner Privatunterricht zu Eulers Besuchen in Magdeburg bekannt. Dieser Freundschaftsdienst wie auch die Fortsetzung durch briefliche Unterweisung muss als eine weitere Provokation gegenüber Eulers Dienstherrn Friedrich II. an der Berliner Akademie verstanden werden, was das ohnehin angespannte Verhältnis der beiden weiter verschlechterte. Denn er bedeutete eine Beanspruchung Eulers neben seinen dienstlichen Pflichten an der Akademie, und das noch für den Cousin Friedrichs II., dem dieser bekanntermaßen wenig zugewandt war.

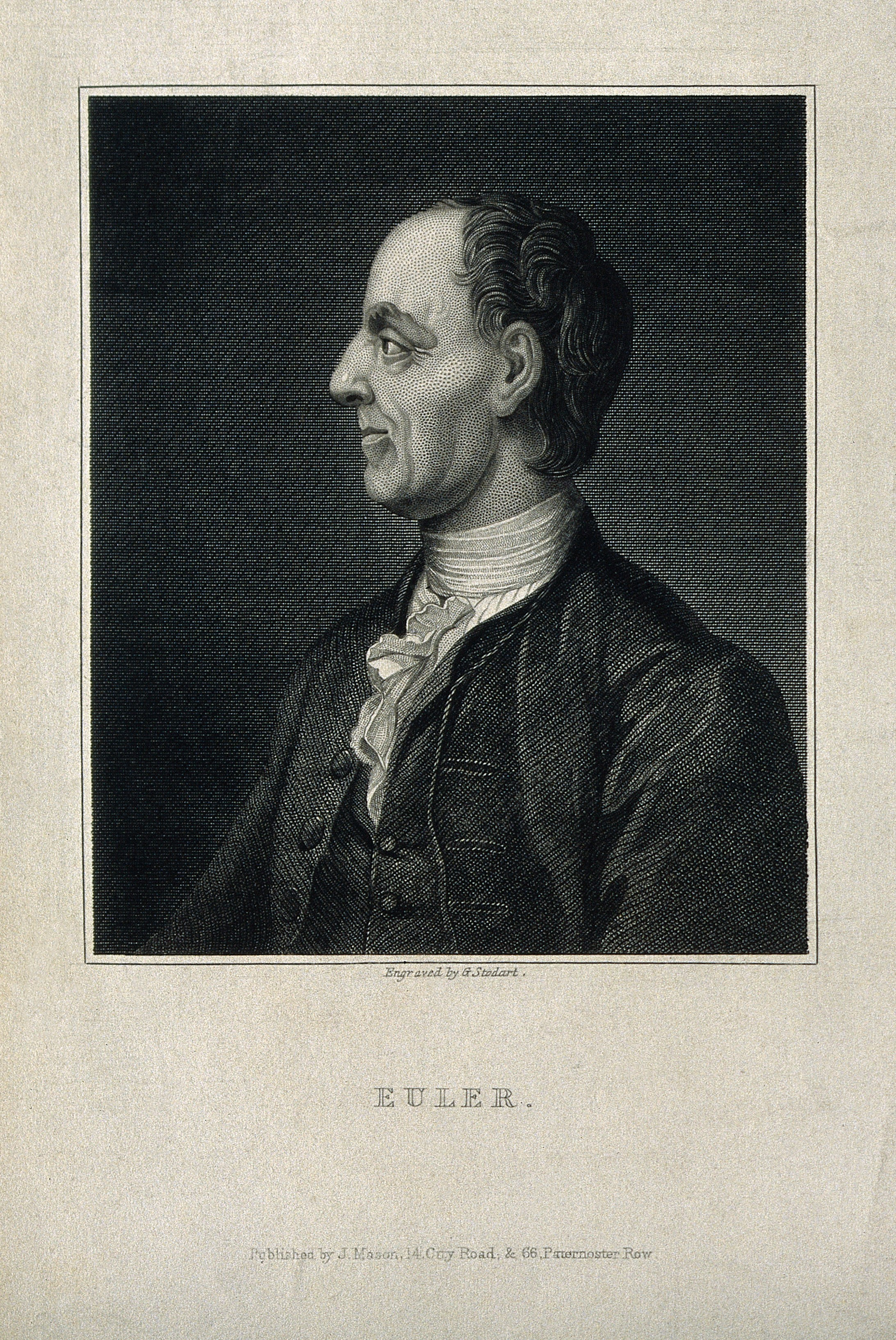
Leonhard Euler (Punktierstich: George J. Stodart)

Die Unterrichtung von jungen Schülern war für Euler in der Berliner Zeit eine angenehme Nebentätigkeit und zugleich ein Zusatzverdienst. Neu kam hinzu, dass es sich nunmehr um junge Schülerinnen handelte und dass die briefliche Fortsetzung auf breiterem nichtmathematischem Gebiet stattfinden sollte.
Die Lettres (oder Briefe wie sie hier abkürzend genannt seien), die im April 1760 beginnen, wurden von Euler als eine Unterrichtsfortsetzung verstanden. Das geht bereits aus dem Anfang hervor:

« Madame, comme l’espérance de continuer à V[otre] A[ltesse] mes instructions dans la Géometrie semble de nouveau être reculée, ce qui me cause un très sensible chagrin, je souhaiterois y pouvoir suppléer par éctrit, autant que la nature des objets le permet. »

„Da die Hoffnung, meine Unterweisungen in der Geometrie bey Ew. H. [Eurer Hoheit] fortsetzen zu können, von neuem weiter hinausgesetzt zu seyn scheint: (ein in der That für mich sehr empfindlicher Aufschub,) so wünschte ich, so gut als es die Natur der Sachen erlaubt, diesen Mangel schriftlich zu ersetzen.“

Die Motivation zur breiteren Unterweisung in alle Naturwissenschaften durch Euler bestand offenbar darin, Friederike Charlotte für ihre Regentschaft als Äbtissin am Herforder Stift (ab 1765) vorzubereiten. Das war ein in damaliger Zeit üblicher Bildungsgang für adlige und wohlhabende Mädchen: Vor Friederike hatte etwa auch Prinzessin Elisabeth III. an demselben Stift brieflichen Unterricht von René Descartes erhalten. Dabei ist allerdings nicht gesichert, ob die Anfrage zur breiten Fortsetzung in allen Wissenschaften und durch regelmäßige Briefe von der damals 15-jährigen Friederike oder vom Markgrafen selbst kam.
Das sprachliche und konzeptionelle Niveau der Lettres setzt hingegen eine reife Leserschaft voraus. Daher wird vermutet, dass der Markgraf aus seiner Tochter eine hochgebildete Dame zu machen wünschte, so wie es zuvor auch mit Elisabeth III. am selben Stift anvisiert wurde.
Der Siebenjährige Krieg (1756–1763), der um 1760 auch in Berlin-Brandenburg wütete, war entscheidender äußerer Umstand dafür, dass Eulers Lektionen nicht mehr regelmäßig und privat, sondern nur noch aus der Ferne in Briefform fortgesetzt werden konnten.
Der Aufwand für Euler, die Briefe zu schreiben, muss erheblich mehr als der einer Nebensächlichkeit gewesen sein. Es muss zudem Eulers vollstes Interesse geweckt haben. Immerhin war seine Produktivität in dieser Korrespondenz beachtlich, wenn man davon ausgeht, dass die Datierungen ihre Richtigkeit haben und berücksichtigt wird, dass Euler in dieser Zeit auch an anderen Werken geschrieben haben muss. Euler hat stetig und permanent seine 234 Briefe in dem Zeitraum von April 1760 bis Mai 1762 geschrieben: Es gibt keine Unterbrechung. Mit wenigen Schwankungen vergehen also im Mittel nur drei Tage zwischen den einzelnen Briefen.

### Der längere Weg bis zur ersten Ausgabe
Euler musste von Beginn an die Herausgabe der Briefe zu einem Gesamtwerk geplant haben. Man weiß heute, dass er bereits 1762 angefangen hat, seine eigenen Abschriften der Briefe zu editieren. Dafür spricht allein die Anonymisierung der Schrift, ein zu damaliger Zeit übliches Stilmittel, um jegliche Form von persönlicher Überheblichkeit zu vermeiden. Weder der Titel noch der Inhalt noch andere editorische Hinweise geben Auskunft über den Autor und die Adressatin.
Dass Friederike Charlotte hier als «eine Prinzessin aus Deutschland», so die wörtliche Übersetzung ins Deutsche, benannt wird, spricht ebenso für die stellvertretende Rolle, die sie für diesen Anlass der Schriftenreihe einnahm. Die Auswahl an ‚deutschen Prinzessinnen‘ blieb zur Zeit der Briefentstehung begrenzt auf Friederike Charlotte, ihre Schwester Louise Henriette sowie deren Kusine Friederike Dorothea Sophia, so dass die Zueignung keinerlei Rolle spielte.
Die Sprachwahl auf das Französische ist für damalige Zeit durchaus gewöhnlich, insofern es sich auf dem europäischen Festland um die damals etablierte Briefsprache handelte. Latein hingegen galt im 18. Jahrhundert noch als die allgemeine Wissenschafts- und Literatursprache. Dennoch zeigt es, dass Euler, der durchaus auch viele förmlichere Briefe auf Latein verfasste, die Absicht zur Popularisierung dieser Schrift hegte.
Die originalen und an die Koadjutorin Friederike verschickten Briefe sind verschwunden. Vermutlich sind sie in den Umzugskisten auf dem Wege zurück nach Sankt Petersburg an die Petersburger Akademie 1766 verloren gegangen.
Eine Veröffentlichung noch zu Eulers Berliner Zeit ist wohl nicht zustande gekommen, weil Eulers Dienstvorgesetzter Friedrich II., zu dem Zeitpunkt im eskalierten Streit um Schwedt mit seinem Vetter Friedrich Heinrich und Vater der Prinzessin, eine Veröffentlichung unterbunden hat. Zumindest gab es offenbar keine finanzielle Unterstützung für die Drucklegung seitens der Akademie, deren Gelder während der Kriegsjahre gekürzt wurden.
Die Veröffentlichung der Lettres verschob sich somit bis zu Eulers Rückkehr an die Akademie von St. Petersburg ab 1766 unter der neuen Schirmherrschaft von Katharina II., die Euler mit höchster Zuversicht und finanziellem Entgegenkommen begrüßte:

“I am certain that the academy will be resurrected from its ashes by such an important acquisition, and congratulate myself in advance in having restored this great man to Russia.”

„Ich bin sicher, dass die Akademie durch einen solch bedeutenden Zugang von ihrer Asche wieder auferstehen wird und gratuliere mir selbst im Voraus dafür, diesen großen Mann nach Russland zurückgebracht zu haben.“

Gleich mehrere mehrbändige Schriften, allen voran die Institutionum Calculi Integralis und seine Dioptricae, sollten hier schon bald ihre Drucklegung erhalten. Dabei konnten die Abschriften der Lettres zunächst nicht wiedergefunden werden. Euler selbst war zu der Zeit schon nahezu blind und viel zu beschäftigt mit der Fertigstellung seiner wissenschaftlichen Schriften. Jacob Stählin, Sekretär der Akademie, fand sie schließlich in einem Stapel von unveröffentlichtem Material wieder und sandte sie an Graf Vladimir Orlov, der sie 1768 in den ersten beiden Teilen herausgegeben hat.

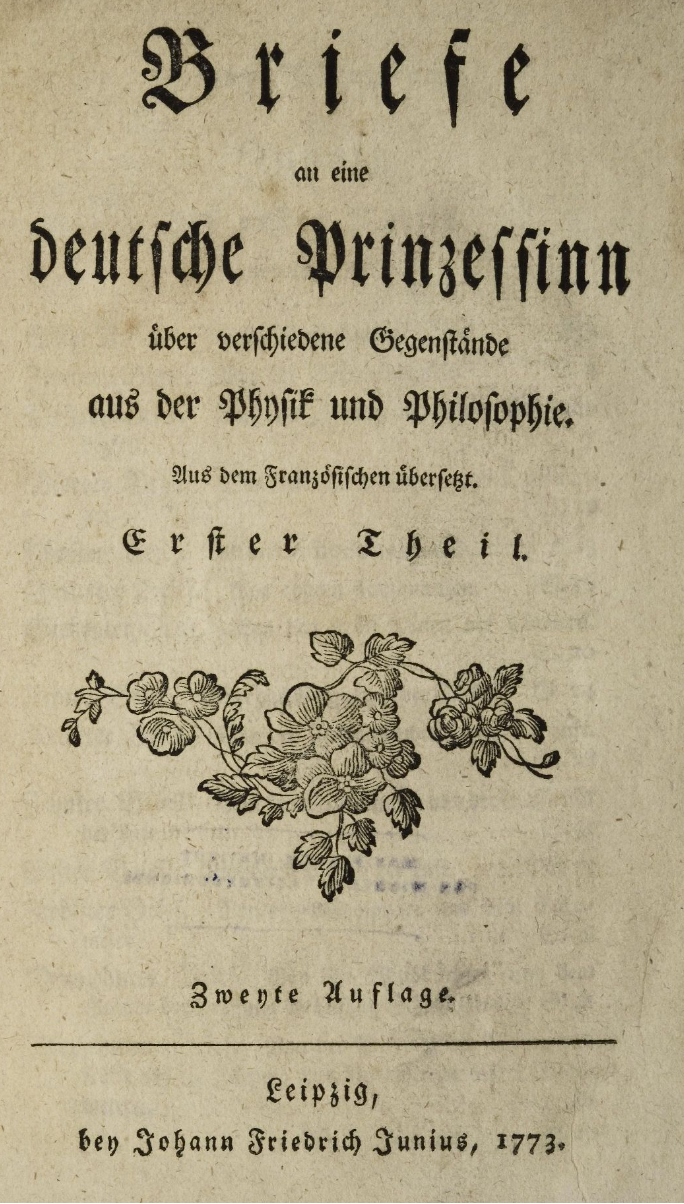
Titel der 2. deutschen Ausgabe von 1773

## Inhalt
Das dreibändige Werk lässt sich durch zwei wesentliche Merkmale charakterisieren.
1. Die Naturphänomene werden durch allgemeine quantifizierbare Größen beschrieben.
2. Das jeweilige Phänomen wird (nach Eulers naturphilosophischer Überzeugung) materietheoretisch begründet.
Die erste Charakterisierung ist fachlich wie pädagogisch motiviert: Sie dient in den Lettres zum einen als Ausgangspunkt für präzise Aussagen über den empirischen Gegenstandsbereich. Zum anderen lassen sich nur so weitergehende Fragen anknüpfen, wenn sie auch oftmals unbeantwortet bleiben und Gegenstand weiterer Erforschung sein können. Als souveräner Pädagoge weiß Euler entsprechend vom Bekannten zum Unbekannten vorzudringen, um dem Naturphänomen etwas Geheimnisvolles zu bewahren, wo die Beschreibung durch Maß und Zahl in unserer Vorstellung oder in unserem Urteilsvermögen versagt.
Die zweite Charakterisierung ist metaphysisch und physikalisch motiviert. Sie enthält Eulers Cartesianische Überzeugung, dass sämtliche Naturvorgänge materietheoretisch durch eine weitestgehend abgeschlossene Kausalität in Raum und Zeit erklärt werden muss. Sie müssen demnach notwendig ihren Grund in einer Theorie der Nahwirkung haben. In letzter Konsequenz beinhaltet dies Eulers Bekenntnis zur materiellen Ätherkonzeption, nach der eine feine, unsichtbare Materie durch mechanischen Stoß und Druck sämtliche Veränderungen in der Natur hervorruft. Das Ätherkonzept durchzieht Eulers Werk wie ein metaphysisches Band, an dem von der Akustik und Optik an über die Astronomie und Mechanik bis hin zur Elektrizität und zum Magnetismus festgehalten wird.

### Phoronomie, Akustik, Aerodynamik

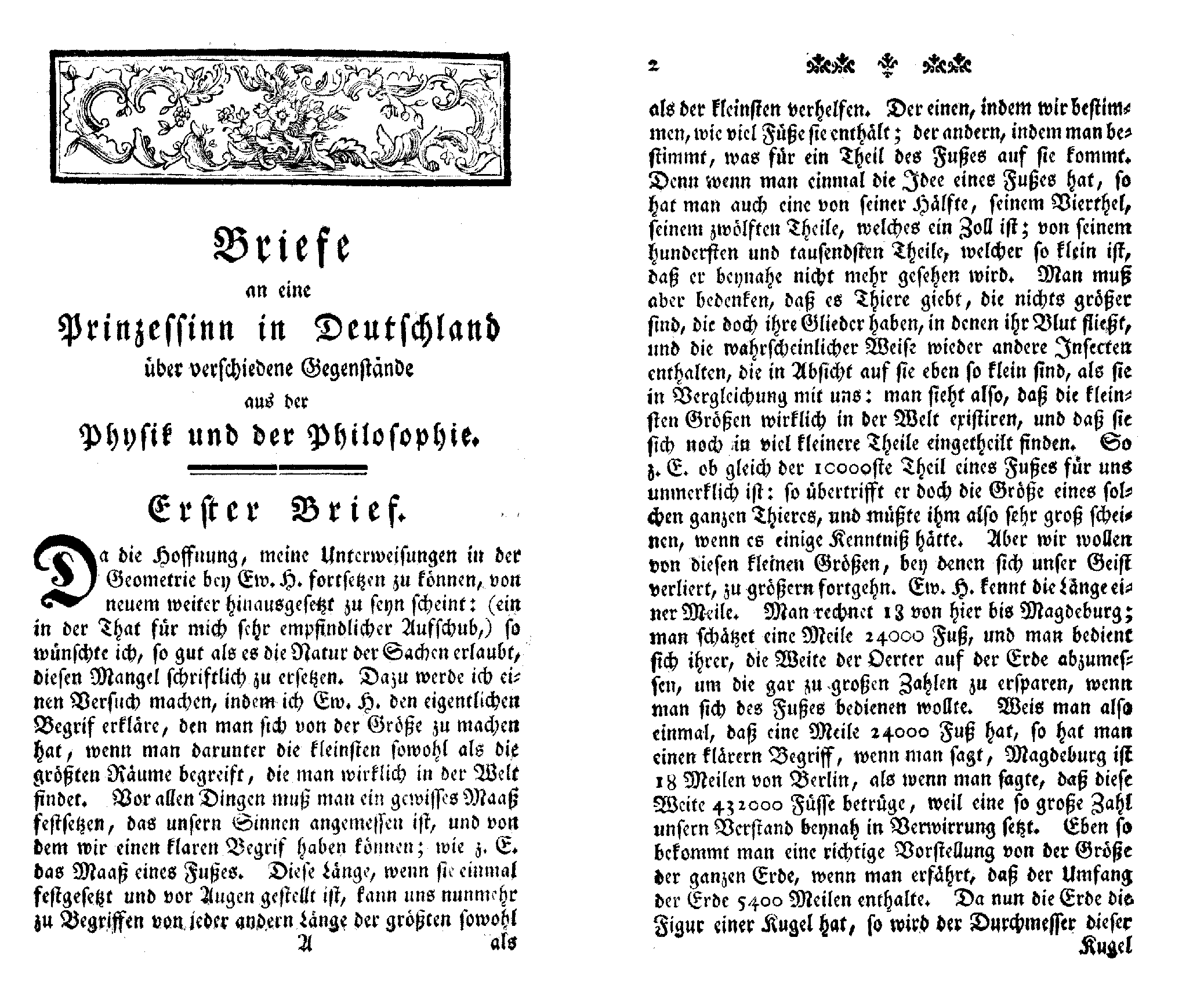
Schiftanfang mit dem Brief Nr. 1 (Über die Ausdehnung)

Eulers Ausgangspunkt in den Lettres 1 und 2 ist die Raum- und Bewegungslehre oder wie er selbst in seinem Inhaltsverzeichnis betitelt: ‹Von der Ausdehnung› und ‹Von der Geschwindigkeit›. Als Bedingung der Möglichkeit zur Naturforschung muss eine geeignete Maßgabe eingeführt werden, um sich in Raum und Zeit zu orientieren. Entsprechend beginnt das Werk mit folgenden Worten, um ‹die Unterweisung der Geometrie› fortsetzen zu können:

« J'en serai un essai en expliquant à V. A. la juste idée qu'on doit se former de la grandeur, en y comprenant, tant les plus petites que les plus grandes étendues que nour découvrons actuellement dans le monde. Et d'abord il faut se fixer une certaine mesure proportionée à nos sens, dont nous aїons une juste idée, comme par exemple celle d'un pied. »

„Dazu werde ich einen Versuch machen, indem ich Ew. H. den eigentlichen Begriff erkläre, den man sich von der Größe zu machen hat, wenn man darunter die kleinsten sowohl als die größten Räume begreift, die man wirklich in der Welt findet. Vor allen Dingen muß man ein gewisses Maaß festsetzen, das unsern Sinnen angemessen ist, und von dem wir einen klaren Begriff haben können; wie z. B. das Maaß eines Fußes.“

Entsprechend dieser Exposition kann Euler nun den Mikro- und Makrokosmos nach damaligen Vorstellungen metrisch durchschreiten und zu beweglichen Größen und ihren Geschwindigkeiten fortkommen. Die Schallausbreitung und Akustik bildet hierbei den nächsten und naheliegenden Fall, zur Vibration und Druckänderung von feiner Materie zu kommen. Schall ist (wie schon für Johann Bernoulli) die Druckausbreitung als Schwingung durch elastische Luftteilchen.
Wärme und Kälte werden entsprechend im molekularen Modell als Verdünnung und Verdichtung von Luftmolekülen aufgefasst, aus den Wärmedifferenzen die Aerodynamik der Luftmassen, die Wetterphänomene begründet. Die Behandlung der Ton- und Harmonielehre (Briefe 3 bis 8) bildet die einfache und zugängliche Grundlage des heute nach Euler benannten Tonnetzes. In Brief 8 kommt Euler auf das ästhetische Empfinden von Musik zu sprechen. Die darin enthaltene 'Rätsel'-Vergleich habe nach A. Speiser großen Eindruck auf Goethe gemacht.
Im Rahmen der Aerodynamik kommt Euler in Brief 10 erstmals auf das Elastizitätsmodell der Materie zu sprechen.

« Cette force de se répandre est ce qu'on nomme le ressort ou l'elasticité de l'air, & on a trouvé par de semblables experiences, dont je viens de parler, que cette force est proportionelle à la densité ; c'est à dire que plus l'air est condensé, plus fait il d'efforts pour s'étendre; & plus il est rarefié, moins il en fait. »

„Diese Kraft sich auszudehnen, ist das, was man die Federkraft oder Elasticität der Luft nennt, und man hat durch Versuche, die denen, wovon ich geredet habe, ähnlich sind, gefunden, daß diese Kraft der Dichtigkeit proportioniert sey; das heißt, daß, je mehr Luft zusammen gepreßt ist desto mehr Gewalt anwende, sich auszudehnen; je mehr sie verdünnt ist, desto weniger.“

Die Federkraft bildet im Modell der kontinuierlichen Materieverteilung seit Descartes’ Physik eine fundamentale Größe, und so auch bei Euler. Eine elastische Kraftwirkung wird sogleich einer feinen und universellen Materie (Ätherstoff) zugeschrieben. Sie ist der mechanische Grund dafür, dass es kein reales Vakuum gibt.

« L'Éther est donc aussi une matiere fluide comme l'air, mais incomparablement plus subtile & plus deliée, puisque nous savons que les corps célestes le traversent librement, sans y rencontrer quelque resistance sensible. Il a sans doute aussi une élasticité, par laquelle il tend à se répandre en tout sens, & à pénetrer dans les espaces qui pourroient être vuides; […] c'est l'ether, qui en passant par les pores du vaisseau, le rempli dans un instant; […] mais ce vuide, qui ne l'est qu'en apparence, est certainement rempli d'éther qui y entre sans difficulté. »

„Der Aether ist also auch eine flüßige Materie wie die Luft, aber unendlich viel feiner und dünner; weil wir wissen, daß die himmlischen Körper sich in demselben frey bewegen, ohne einen Widerstand zu finden. Ohne Zweifel hat er auch eine Elasticität, durch die er sich bemüht, sich nach allen Seiten auszubreiten, und in die Räume zu dringen, sie leer seyn könnten; […]. [Der] Aether ist es, der, inder er durch die Poros des Gefäßes hindurch geht, es in einem Augenblicke anfüllt; […] aber dieser bloß scheinbare leere Raum ist gewiß mit Aether gefüllt, der ohne Schwürigkeit hinein kommt.“

### Optik und Dioptrik

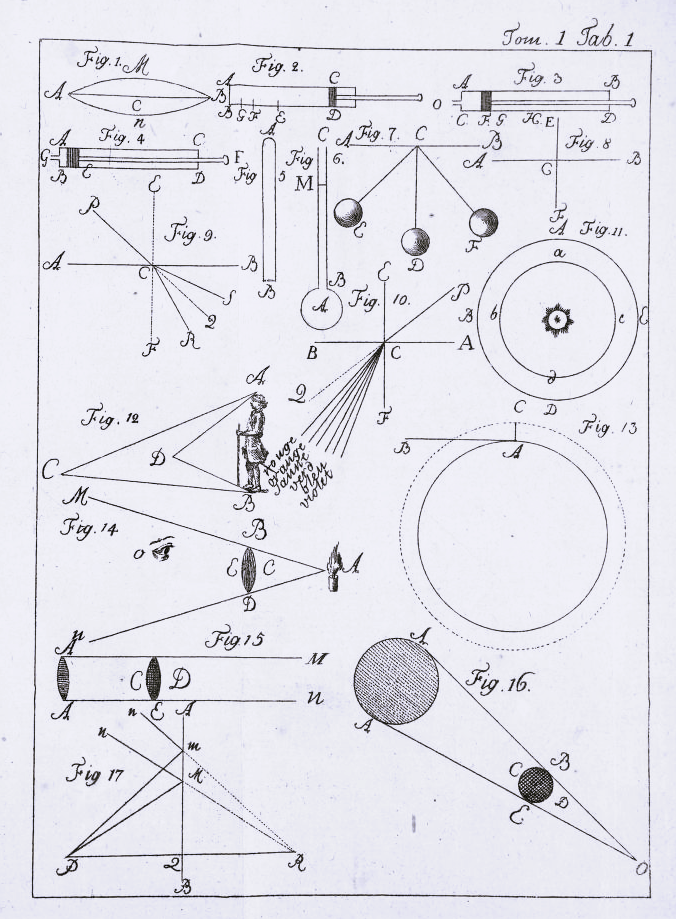
Figurentafel 1 des ersten Teiles der „Lettres“ in der Condorcet-Ausgabe von 1775

In Brief 19 wird diese feine Materie für die Lichtausbreitung übernommen, wo er sich der phänomenologischen Optik (Briefe 17–27) zuwendet. Die Vorstellung von Licht als eine sich linear ausbreitende Ätherschwingung ist eine neue Zutat, die in Descartes’ Optik noch nicht zu finden ist.

« Comme les ébranlemens dans l'air nous fournissent le son; qu'est ce que nous pouroient bien fournir les ébranlemens de l'éther? - Je crois que V. A. le devinera aisément; c'est la lumière ou les raїons. Ainsi il paroit très certain que le lumiere est à l'égard de l'éther la même chose que le son à l'égard de l'air; & que les raїons de lumiere ne sont autre chose que des ébranlemens ou vibrations transmises par l'éther, tout comme le son consiste en des ébranlemens ou vibrations transmises par l'air. »

„Wenn uns nun die Erschütterungen der Luft den Schall verschaffen, was werden wohl die Erschütterungen des Aethers hervorbringen? - Ich glaube, Ew. H. werden es leicht errathen, daß es das Licht oder die Lichtstralen seyn. Es scheint demnach sehr gewiß, daß das Licht in Ansehung des Aethers eben das ist, was der Schall in Ansehung der Luft; und daß die Lichtstralen nichts anders sind, als die durch den Aether fortgepflanzten Schwingungen oder Erschütterungen; gerade so, wie der Schall in den Erschütterugen oder Schwingungen besteht, die durch die Luft fortgepflanzt werden.“

Auch Farbeindrücke werden nunmehr durch unterschiedlich schnelle Schwingungen bzw. Frequenzen im Ätherstoff erklärt, analog den Tonfrequenzen in Luft. Damit gelingt es Euler, in Abgrenzung zur Newtonschen Farbenlehre, die Eindeutigkeit der Farbeindrücke mit der Eindeutigkeit der jeweiligen Lichtschwingung in Verbindung zu bringen (Brief 28). Euler beansprucht an anderer Stelle, der Urheber der optischen Schwingungstheorie zu sein. Das Himmelsblau wird physikalisch richtig als Streuprozess an Luftmolekülen erläutert.
Mit der materietheoretischen Konzeption sieht Euler die gesamte Newtonsche Emanationstheorie des Lichtes widerlegt (Brief 17): Würde das Licht strahlenartig aus den leuchtenden Körpern ausfließen, so müssten sie permanenten Streuprozessen unterworfen sein, die allerdings nicht beobachtet werden können. Daher müsse jede Lichterscheinung lokal durch eine Nahwirkung erklärt werden. Bemerkenswert ist, dass Euler in dieser Newtonschen Lichttheorie die größten Gegensätze zur eigenen Naturauffassung zeigt.
Die Lichtgeschwindigkeit wird auf 900.000.000 Fuß pro Sekunde bestimmt, was dem heute gemessenen Wert bereits sehr nahe kommt.
Auf dem Gebiet der Lichtbrechung am Prisma (Brief 31) kommt Euler auf den für damalige Zeiten ungewöhnlichen Schluss, dass die Wahl der Grundfarben bloße Konvention aus unserem subjektiven Farbeindruck zusammen mit unserer sprachlichen Festlegung ist.

« Mais il ne faut pas penser, qu'il [i.e. l'orde de refraction] n'y en ait fix; car puisque la nature de chacune consiste dans un certain nombre qui exprime le nombre des vibrations rendües dans un certain tems, il est clair que les nombres moiens donnent également des couleurs simples. Mail ils nous manque des noms propres pour marquer ces couleurs […]. Peut-être une autre nation plus riche en mots y compte actuellement plus de couleurs diverses que nous; peut-être aussi qu'une autre nation en compte moins, si par exemple elle n'avoit point de terme pour exprimer l'orange. »

„Aber man darf nicht glauben, daß es nicht mehr wie sechs Farben [d.i. In der Brechungsordnung] gäbe; denn da das Wesen einer jeden in einer gewissen Zahl der Schwingungen, die in einer bestimmten Zeit geschehen, besteht, so ist es klar, daß die Zahlen, die dazwischen liegen, ebenfalls einfache Farben geben. Aber es fehlt uns an 'Worten, diese Farben zu bezeichnen. [...] Vielleicht gibt es Nationen, deren Sprache in diesem Stücke reicher ist, und die also wirklich mehr verschiedne Farben bemerken können; vielleicht zählen andere wieder weniger, wenn ihre Sprache z. B. kein Wort hätte, das Orange auszudrücken.“

Zum Ende des dritten Bandes (Briefe 187–234) behandelt Euler ausführlich die Dioptrik, die Lehre von den optischen Abbildungen und Geräten. Diese Briefe dürfen als Einführung in die in der gleichen Schaffensphase behandelten Dioptricae durch Euler, die auch ganze drei Teile umfassen sollte, angesehen werden.
Auch im zweiten Band wird das Schwingungsmodell der Optik (Brief 133–136) wieder aufgegriffen, da es sich offenbar um ein bevorzugtes Thema der Schülerin Eulers handelte. Ihm vorangehend muss die Prinzessin Charlotte Sophie sich über die länglichen und für sie unverständlichen Ausführungen Eulers über die Monadenlehre beklagt haben.
Bemerkenswert ist, wie Euler gewisse Grenzen der wissenschaftlichen Erkenntnis auch in der Naturlehre als bewunderungswürdiges Geheimnis anerkennt und bewahrt, so auch in Anbetracht der Funktionsweise des Auges im Übergang zum Sehnerv (Brief 41). Euler verbindet die Erforschung der sinnlichen Empfindung mit einem Gebot zur Demut vor der erhabenen Organisation der Natur:

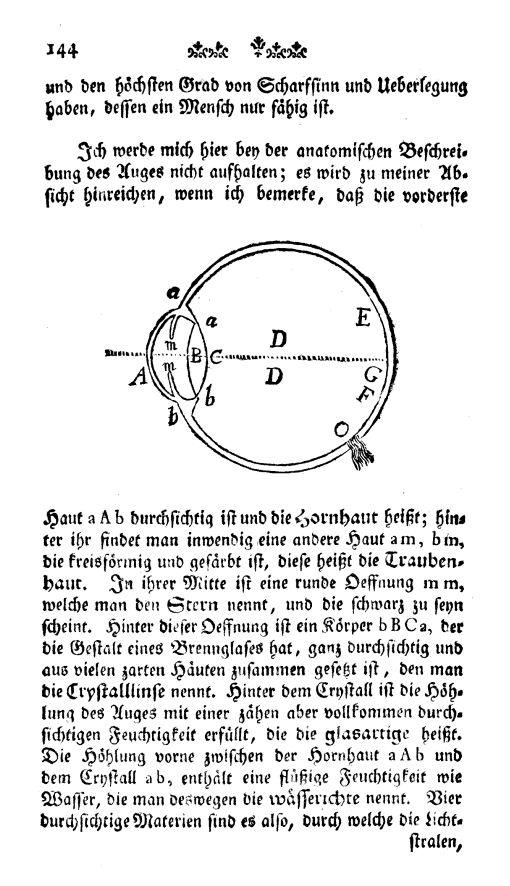
Darstellung des Auges und des Sehvorganges im Optikteil (Brief 41)

« [M]ais le plus adroit Anatomiste n'est pas en état de poursuivre les nerfs jusqu'à leur origine, & cela nous demeurera toujours un mystere qui renferme la liaison de notre ame avec le corps. De quelque maniere qu'on envisage cette liaison, on est obligé de la reconnoitre pour le plus éclatant miracle de la Toute Puissance de Dieu, que nous ne saurions jamais approfondir. Que ces esprits fort, qui rejettent tou ce qu'ils ne peuvent comprendre par leurs esprits bornés, devoient être confondus par cette réflexion! »

„Aber der geschickteste Zergliederer ist nicht im Stande, die Nerven bis zu ihrem Ursprunge zu verfolgen, der für uns ewig ein Geheimniß bleiben wird, weil eben hierinn die Vereinigung der Seele mit dem Körper liegt; und diese Vereinigung […] wird immer für uns ein unergründliches Wunder der göttlichen Allmacht seyn. Wie sollten doch die starken Geister, die alles verwerfen, was ihr eingeschränkter Verstand nicht begreift, durch diese Betrachtung gerührt werden!“

Später noch (in den Briefen 80 und 117) bekennt sich Euler, im Übergang zur Philosophie des Geistes, in derselben Frage als Skeptiker gegenüber materialistischen Erklärungsversuchen. Als etwas Körperliches oder Materielles könne der Geist (die Seele) niemals erfahren werden.

### Astronomie
Von der Schwerkraft und irdischen Phänomenen des freien Falls und des Wurfes ausgehend, kommt Euler ausführlicher auf das ‹Newtonsche System der allgemeinen Gravitation› zu sprechen (ab Brief 52 bis 69). Es bildet den Ausgangspunkt der astronomischen Betrachtungen in den Lettres. Im physikalischen Sinne erweist sich Euler hierbei als glühender Verfechter der Newtonschen Theorie einer universellen Gravitationskraft. Er würdigt den ‹englischen Philosophen und Mathematiker› als den ‹Weltweisen›, der als Erster die Verallgemeinerung von irdischer Schwerkraft zu einer allgemeinen Attraktion aller Körper durchschaut habe. Die Gültigkeit des Newtonschen Systems gelte bereits als unzweifelbar und durch die Erfahrung bestätigt. Er nutzt hierbei das legendäre Bild vom heruntergefallenen Apfel, welches Newton diese Einsicht geliefert habe, um schließlich über diese Einfachheit des Gedankens verwundert zu sein:

« V.[otre] A.[ltesse] sera bien surprise des grand progrès que toutes les sciences ont tirés d'un commencement qui parût d'abordfort simple & fort leger. Si Newton ne s'étoit pas couché dans un jardin sou un pommier, & que par hazard un pomme ne lui fut pas tombée sur la tête, peut être nous nous trouverions dans la même ignorance sur le mouvement des corps célestes, & sur une infinité d'autres phénomenes qui en dépendent. »

„Ew.[Euer] H.[oheit] werden über den großen Fortgang erstaunen, den alle Wissenschaften aus einem dem Ansehen nach so leichten und einfachen Anfang gewonnen haben. Hätte sich Newton nicht in seinem Garten unter einem Aepfelbaume niedergelegt; und wäre ihm nicht von ungefähr ein Apfel auf den Kopf gefallen: vielleicht befänden wir uns noch in Ansehung der Bewegung der himmlischen Körper und tausend anderer Erscheinungen, die davon abhängen, in der alten Unwissenheit.“

Euler zählt die sechs ‹Hauptplaneten› von Merkur bis Saturn auf. Deren Anzahl wird in der Folge der englischen Ausgaben um weitere äußere Planeten, einschließlich Uranus, kurzerhand vergrößert.

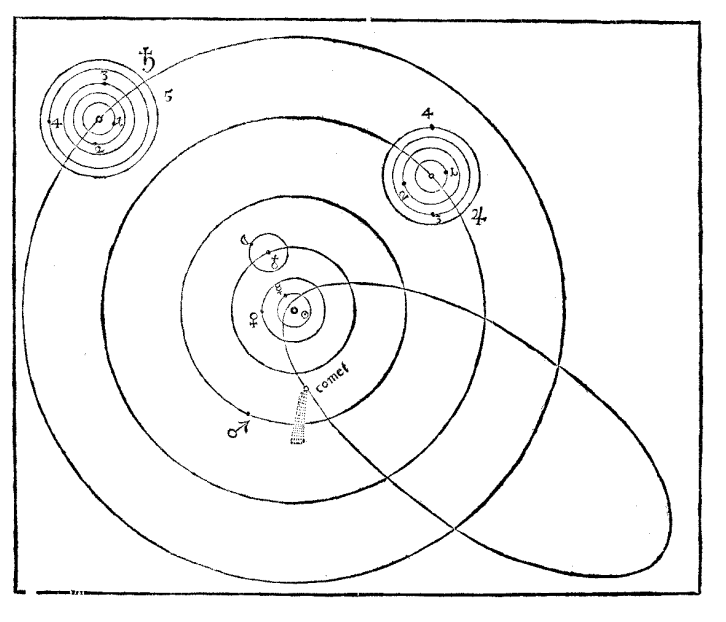
Brief 59: Darstellung des Sonnensystems mit sechs Planeten in der ursprünglichen Fassung

Einige astronomische Größen können bisweilen nur ungenau angegeben werden. So schätzt Euler in Brief 55 die Mondanziehung auf nur ein Vierzigstel der Erdanziehung, also um den Faktor ein Achtel zu klein. An anderer Stelle wird die Entfernung zum uns nächsten Stern auf das 400.000-Fache der Entfernung {\displaystyle \Delta s_{E-S}} zwischen Erde und Sonne geschätzt, was mindestens um den Faktor ein Zehntel zu klein ist. Euler lässt es aber an vielen Stellen nicht aus, den ‹unermesslichen Raum› des Weltalls als Naturwunder festzustellen, «in Vergleichung mit welcher diese erschrecklichen Welten nicht größer sind, als Sandkörner in Ansehung der Erde».
Euler widmet sich ausführlich dem Phänomen der Gezeiten (in den Briefen 62 bis 67), deren Darstellung und Erklärung den heutigen Schulbuch-Versionen in nichts nachsteht. In diesem Zusammenhang gesteht Euler den ‹Erfolg› der Newtonschen Erklärung durch die Attraktionskraft der Materie gegenüber der Cartesischen Erklärung durch eine Stoß- und Druckdynamik der feinen Materie. Das für Euler relevante Argument ist die unterschiedliche Zeitprognose des Gezeitenwechsels:

« Aussi Des Cartes croioit-il, que la lune en passant au dessus de nous, pressoit l'atmosphere ou l'air qui environne la terre, & que l'air pressoit à son tour sur l'eau, & la faissoit baisser. Dans ce cas, il auroit donc faillu que l'eau fut basse dans les endroits au dessus desquels se trouve la lune, & qu'elle fit le même effet 12 heure après dans la marée suivante, ce qui n'arrive pourtant pas. […] Cet effort de Des Cartes pour expliquer le flux & le reflux de la mer n'a donc point eu de succès […]. »

„In der That glaubte Cartesius auch, der Mond, indem er über uns weg geht, drücke auf die Atmosphäre oder die Luft, welche Erde umgiebt, die Luft drücke hinwiederum auf das Wasser, und dieses müsse also niedriger werden. Wäre das, so müßte das Wasser an den Orten niedrig seyn, über welchen der Mond steht, und 12 Stunden dernach bey der nächsten periodischen Bewegung des Meeres müßte eben die Wirkung erfolgen. Aber das geschieht nicht. […] Dieser Versuch des Cartesius, die Ebbe und Fluth zu erklären, mislung ihm also […].“

Hingegen lehnte Euler die metaphysische Fernwirkungslehre der Attraktion, die seinerzeit aus der Newtonschen Gravitationstheorie gezogen wurde, wie schon seine Vorgänger Huygens, Leibniz und Johann Bernoulli, vehement ab.
Bernard de Fontenelle folgend, führt Euler in den Briefen 59 und 60 die zu damaliger Zeit bereits sehr beliebte Spekulation über Exoplaneten und Aliens fort. Auch er hält deren Existenz in Anbetracht der Unermesslichkeit des Weltalls für sehr wahrscheinlich.

« Chaque étoile fixe semble être destinée pour échauffer & éclairer un certain nombre des corps opaques semblables à notre terre, & habités aussi sans doute, lesquels se trouvent dans son voisinage, mais que nous ne voїons point à cause de leur prodigiuex éloignement. »

„Jeder Fixstern scheint dazu bestimmt, eine gewisse Anzahl von Körpern zu erleuchten und zu wärmen, die unserer Erde ähnlich und ohne Zweifel so wie diese bewohnt sind; die sich um den Fixstern herum befinden, von uns aber ihrer ungeheuren Entfernung wegen nicht gesehen werden.“

### Elektrizität und Magnetismus

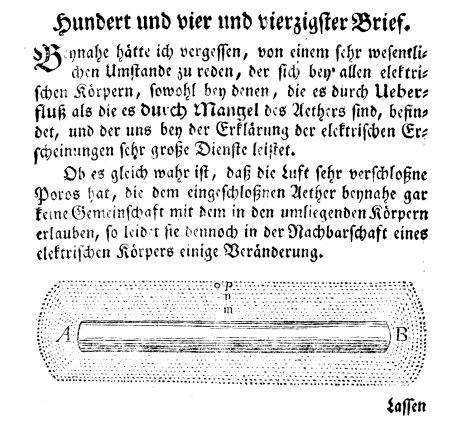
Brief 144 (Anfang): Darstellung eines elektrischen Materiefeldes nach Euler

Die Eigenarten elektrostatischer Vorgänge in der Natur werden in den Briefen 142 bis 154 des zweiten Teils behandelt. Euler begreift hierbei elektrische Ladungen traditionell als eine eigene Materieform, als ein so genanntes ‹Electrum›, das sich durch Reibung aus bspw. Bernstein oder Siegellack löst. Eine elektrische Kraft wird bei Euler je nach Anziehung oder Abstoßung ‹positive› oder ‹negative Electricität› genannt. Sie wird in letzter Konsequenz wieder auf das Elastizitätsmodell der Äthermaterie zurückgeführt, die hier den materiellen Ersatz eines elektrischen Feldes bildet. Beim Reibungsvorgang und beim Freisetzen elektrischer Materie würde demnach der Ätherstoff, der ein ‹beständiges Gleichgewicht zu erhalten sucht›, in Ungleichgewicht geraten. Die elektrischen Kräfte wie auch alle elektrischen Bewegungen und Ströme werden letztlich als ein Ausgleichsvorgang dieser lokalen Störung verstanden.
Magnetische Phänomene werden in den Briefen 169 – 186 des dritten Teils behandelt. Ebenso pädagogisch wie phänomenbasiert ist hierbei Eulers Fortgang von der Messung geographischer Himmelsrichtungen und Breitengrade mittels eines Kompasses hin zum Erdmagnetfeld (Brief 173), um sich dann dem Magnetismus ganz allgemein zuzuwenden.

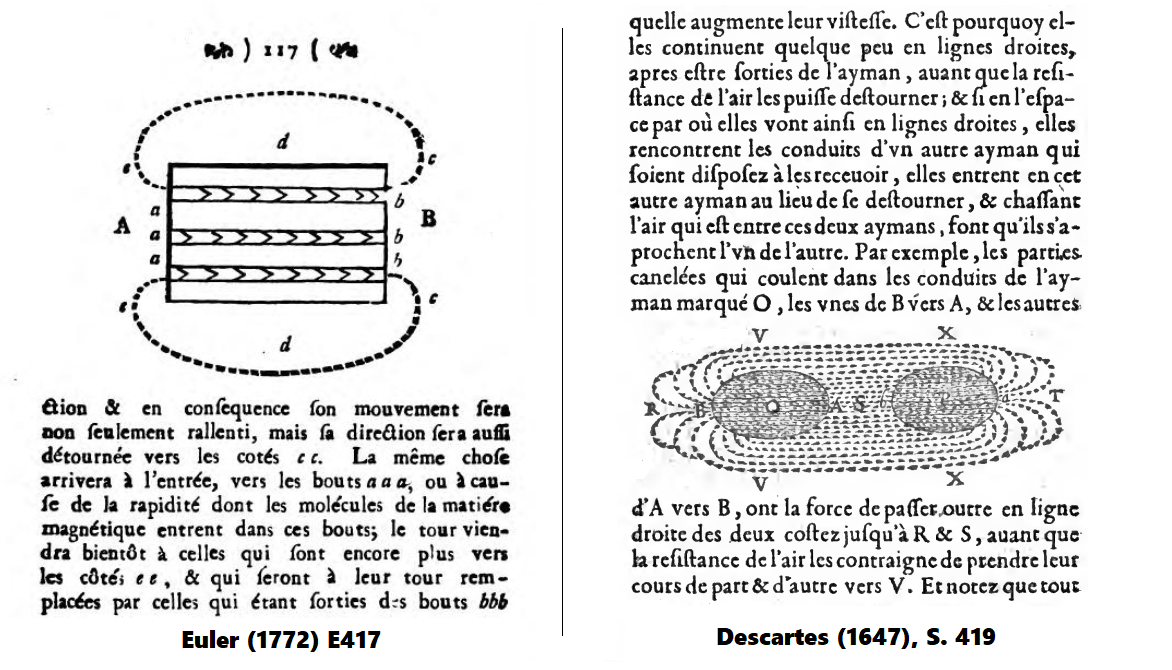
Euler (1773) E417 p. 117 Lettre 177 und Descartes (1647) S. 419 gegenübergestellt

Ungleich schwieriger als bei elektrischen Phänomenen sei es nach Euler, die Permanenz der Magnetwirkung zu erklären. Die Entstehung und Ausrichtung von Elementarmagneten ergibt sich über die Feldwirkung durch ‹magnetische Wirbel› (tourbillons magnétique). Dies ist bereits ausführlicher Gegenstand der Principia philosophiae von Descartes (siehe nebenstehende Abbildung). Euler differenziert hingegen noch genauer die Feinheit des Materiefeldes, um magnetische von optischen Phänomenen unterscheiden zu können:

« La matiere qui constitue ces tourbillons est aussi beaucoup plus subtile que l'éther, & traverse librement les pores des aimant qui sont impénétrables à l'éther même. Or cette matiére magnétique es répandue & mêlée dans l'éther tout de même que l'éther es melé avec l'air grossier, ou comme l'éther occupe & remplit les pores de l'air, on peut dire, que la matiére magnétique est renfermée dans les pores mêmes de l'éther. »

„Die Materie, woraus solche Wirbel bestehen, ist auch viel subtiler als der Aether, und durchstreicht ungehindert die Poren der Magnetsteine, die für den Aether selbst undurchdringlich sind. Nun ist diese magnetische Materie eben so in dem Aether zerstreut und mit ihm vermengt, als der Aether mit der gröberen Luft vermengt ist, oder wie der Aether die Poren der gröberen Luft einnimmt und erfüllt, eben so, kann man sagen, ist die magnetische Materie in den Poren des Aethers verschlossen.“

Euler verwendet, wie schon Descartes, im Folgenden Brief 178 das Bild von magnetischen ‹Kanälen› (canaux) im Inneren des Magneten, um die schnellere Ausrichtung von elementaren Magneten, die entsprechend der Wirbelgeschwindigkeit selbst vorgestellt wird, zu erklären. Zum Vergleich verwendet er hierbei auch den Blutkreislauf des menschlichen Organismus.

### Metaphysik der Materie
Im gesamten Verlauf der dreibändigen Lettres, und in besonderem Maße vom 69. bis zum 79. Brief des ersten Bandes, behandelt Euler die grundlegende Frage nach den wesentlichen Eigenschaften der Körper und aller sichtbaren Materie, eine Frage, die zu damaliger Zeit noch nicht trennscharf zwischen Metaphysik und empirischer Naturwissenschaft gestellt wurde. Heute erkennt man hier Eulers Bemühen um eine metaphysische Grundlegung der Mechanik, die sich an Descartes’, Huygens’ und d'Alemberts materietheoretischen Konzeptionen orientiert, und die aber auch Elemente der Newtonschen Dynamik mit einzufügen versucht.
Neben der Eigenschaften, 'ausgedehnt', 'beweglich' und 'mit Trägheit versehen' zu sein, zählt Euler (wie schon seine Vorgänger) allem voran die Undurchdringlichkeit zu den wesentlichen Eigenschaften aller Materie:

« [...que] tous les corps sont étendus & impénetrables, mais aussi reciproquement, que tout ce qui est étendu & en même tems impénetrable, est sans contredit un corps. »

„[... so dass] nicht nur alle Körper ausgedehnt und undurchdringlich, sondern auch umgekehrt, alles was zugleich ausgedehnt und undurchdringlich ist, Körper sind [sic].“

Zur Materie allgemein zählt Euler nach früherer Vorstellung auch die 'subtile' Äthermaterie, die den gesamten Raum einnimmt, und die er hier mit flüssigem Wasser vergleicht. Sie ist hier der materielle Grund, weshalb alle Dynamik durch undurchdringliche Masse erzeugt werde.
Und in diesem Sinne ist Materie nur als Masse quantifiziert und mathematisierbar, wohingegen der allgemeine Begriff der 'Materie' nicht-quantifiziert bleibt.

« Mais il faut bien remarquer que quand on enfonce la main dans l'eau, les particules de l'eau cèdent à la main, et qu'il n'y a plus d'eau dans endroit où la main se trouve. Si la main pouvoit traverser l'eau sans que l'eau lui cédât la place, en restant dans le même lieu où se trouve la main, alors elle seroit pénétrable; mais il est clair que n'arrive point. Les corps sont donc impénétrable; un corps exclud donc toujours du lieu qu'il occupe tout autre corps; et dès qu'un corps entre dans une place, il faut absolutement que celui qui l'occupoit la quitte. C'est ainsi qu'il faut entendre le terme d'impénétrabilité. »

„Aber man muß wissen, daß, wenn man die Hand durchs Wasser bewegt, die Wassertheilchen der Hand ausweichen, und daß, wo die Hand ist, nur kein Wasser mehr sey. Könnte die Hand dergestalt durchs Wasser hindurch gehen, daß das Wasser der Hand nicht entgienge, sondern an eben dem Orte bleibe wo die Hand ist: so würde das Wasser durchdringlich seyn. Aber es ist klar, daß das nicht geschieht. Also sind alle Körper undurchdringlich, oder jeder Körper schließt von dem Orte, den er selbst einnimmt, alle andere Körper aus; kein anderer kann an diesen Ort kommen, ohne daß der erste ihn zuvor verlassen hätte. Das ist der Sinn, in dem man das Wort Undurchdringlichkeit nehmen muß.“

Das Merkmal hingegen, Kräfte zu besitzen, ist keines der Natur der Materie selbst. 'Kraft' im physikalischen Sinn ist keine primitive und reale Größe der Natur, sondern bestenfalls eine abgeleitete Hilfsgröße, um die Natur einfacher zu beschreiben: ein bloßes Maß der Bewegungsänderung. Hier grenzt sich Euler von Newton ab und ermittelt eine eigenständige naturphilosophische Position zur klassischen Mechanik. Die Naturvorgänge sind nach Euler ihrem Wesen nach repulsiven Ursprungs: Materie verhindert die Durchdringung mit minimalem Aktionsaufwand. Daran knüpft er auch die Unmöglichkeit eines Vakuums oder leeren Raums.

« Par là le vuide est exclu de la classe des corps; car quoiqu'il ait de l'étendue, l'impénétrabilité lui manque, & où il y a du vuide, on y peut mettre des corps, sans que rien soit chassé de sa place. […] Dès que […] deux corps viennent à se toucher, il se fait un choc par lequel le mouvement de chaque corps es changé presque subitement, & ce choc n'est operé dans la nature, que pour prévenir la pénetration. Le mouvement de chaque corps n'est précisément changé, qu'autant au'il le faut pour empècher toute pénetration; & c'est en cela que consiste la veritable cause de tous les changemens qui arrivent dans le monde. »

„Dadurch wird der leere Raum aus der Zahl der Körper ausgeschlossen, weil er zwar Ausdehnung aber nicht Undurchdringlichkeit hat, und man im leeren Raume allenthalben Körper hinsetzen kann, ohne etwas zu vertreiben. […] So geschieht, so bald sich […] zwey Körper berühren, ein Stoß, durch den die Bewegung eines jeden sich plötzlich ändert, und dieser Stoß geschieht in der Natur nur um das Durchdringen zu vermeiden. Die Bewegung jedes Körpers wird gerade nur um so viel geändert, so viel es nöthig ist alle Art des Durchdringens zu verhindern; und hierinn besteht die wahre Ursache aller Veränderungen in der Körperwelt.“

Nicht die Newtonschen Kraftgesetze selbst werden angezweifelt, sondern ihr ursprünglicher Charakter als erste Gesetze oder Axiome. Euler behauptet, dass sie aus den o. g. Wesenseigenschaften (logisch) folgen würden.
Nicht nur jede Kraft wird zu einer 'dunklen Eigenschaft', einer qualitas occulta gezählt, sondern die gesamte Vorstellung der Fernwirkungslehre wird für absurd erklärt. Materie und damit allen Körpern komme nach Euler die Eigenschaft, 'anziehend' aufeinander zu wirken, nicht wesentlich zu. Für Euler wird dieser grundsätzliche Unterschied als der Gegensatz zwischen Attraktionisten (zu denen er Newton zählt) und Impulsionisten (zu denen er Descartes zählt) bezeichnet. Es sei widersinnig und 'gegen jede Vernunft', eine Dynamik ‹ohne Seile noch andere zum Ziehen dienliche Maschinen› anzunehmen. Der Attraktionist müsse ein ‹göttliches Wunder› gebrauchen, um die Bewegungslehre zu begründen. Die ‹wahre› (und metaphysische) ‹Ursache› müsse hingegen im Bild der Impulsion durch Äthermaterie gesucht werden.

„Supposons qu'avant la création du monde, Dieu n'eût crée que deux corps éloignés l'un de l'autre, qu'il n'existât hors d'eux absolutement rien, & que ces deux corps fussent en repos; seroit il bien possible que l'un s'approchât de l'autre, ou qu'ils eussent un panchant à s'approcher? Comment l'un sentiroit-il l'autre dans l'éloignement? Comment pourroit-il avoir un desir de s'en approcher? Ce sont des idées qui révoltent; mais dès qu'on suppose que l'espace entre les corps est rempli d'une matiere subtile, on comprend d'abord que cette matiere peut agir sur les corps en les poussant, l'effet seroit le même comme s'ils s'attiroirent mutuellement. Puisque nous savons donc que tout l'éspace entre les corps célestes est rempli d'une matiere subtile qu'on nomme l'éther, il semble plus raisonnable d'attribuer l'attraction mutuelle des corps, â une action que l'éther y exerce, quoique la maniere nour soit inconnue, que de recourir à une qualité inintelligible.“

„Wir wollen setzen, es wären vor Erschaffung der Welt nichts als zwey von einander entfernte Körper hervor gebracht, außer ihnen existierte nichts, und beyde wären in Ruhe. Wäre es wohl möglich, daß der eine sich dem andern näherte, oder daß sie eine Neigung hätten, einander näher zu kommen? Wie würde aber eine das andere in der Entfernung gewahr werden? Wie, die Begierde bekommen, sich mit ihm zu vereinigen? Dieß sind Begriffe, welche die Vernunft wider sich aufbringen. Aber sobald man annimmt, daß der Raum zwischen den Körpern mit einer feinen Materie angefüllt ist: so sieht man gleich ein, dass diese Materie auf die Körper, durch den Stoß, wirken kann, und die Wirkung daraus beynahe eben dieselbe seyn muß, als wenn sie sich wechselweise anzögen. Da wir nun wissen, daß in der That eine solche flüßige Materie vorhanden ist, welche den Raum zwischen den himmlischen Körpern ausfüllt, ich meyne der Aether: so scheint es vernünftiger zu seyn, der Wirkung des Aethers die gegenseitige Anziehung der Körper zuzuschreiben, wenn man auch die Art dieser Wirkung nicht einsieht, als zu einer ganz unverständlichen Eigenschaft Zuflucht zu nehmen.“

Letztlich war Euler dennoch bewusst, dass die metaphysische Spekulation um die real gültigen Grundbegriffe von ihrem instrumentellen Gebrauch zu trennen ist, ebenso wie die naturwissenschaftliche Sichtweise von der philosophischen Überzeugung. Entscheidend sei es, dieselben Wirkungen zu erkennen. In diesem Sinne kann Euler auch jede Newtonsche Kraftkonzeption vertreten (wie man es auch in seinen Frühschriften findet).

„[M]ais on dispute s'il faut l'appeler [i.e. le fait d'une gravitation génerale] impulsion ou attraction? Le nom sans doute est indifférent, puisque l'effet seroit le même. Aussi l'astronome uniquement attentif à l'effet de cette force, s'embarrasse peu si les corps célestes sont poussés les uns vers les autres, ou s'ils attirent mutuellement; et celui qui n'examine que les phénomènes, ne se met pas en peine si la terre attire les corps, ou si les corps sont poussés vers elle par quelque cause invisible.“

„[A]ber man fragt sich, ob man es [d.i. das Faktum der Gravitation] eine Impulsion oder eine Attraction nennen soll; ob es durch einen Stoß oder durch ein wirkliches Anziehen geschehe. In der Sache selbst ändert zwar der Name nichts. Die Wirkung ist dieselbe, ein Wagen mag von hinten gestoßen oder von vorne gezogen werden: eben so bekümmert sich der Astronom, der bloß auf die Wirkungen dieser Kraft aufmerksam ist, nicht, ob die himmlischen Körper gegen einander gestoßen, oder von einander angezogen werden; so wie der, der nur bloß die Erscheinungen auf unserer Erde untersucht, nicht darnach fragt, ob die Erde die Körper an sich zieht, oder ob die Körper gegen sie durch einen unsichtbare Ursache gestoßen werden.“

### Erkenntnistheorie und Ethik
Der zweite Teil der Lettres umfasst von Brief 80 bis 133 den vorwiegend erkenntnistheoretischen Teil des Werkes. Darin werden zugleich mehrere Bereiche der Philosophie des Geistes, der Religion und Ethik sowie der Metaphysik und Logik behandelt. In besonderem Maße setzt sich Euler hierbei mit der Leibniz-Wolffschen Monadenlehre auseinander (Briefe 76–79, 92, 124 – 132), setzt also auch die Frage nach den eben erwähnten Wesenseigenschaften der Materie fort. Hierbei argumentiert er vehement und mit vielen verschiedenen Ansätzen gegen die Auffassung, dass die körperlichen Dinge aus letzten unteilbaren und kraftgegabten Elementen bestehen.
Euler versucht gleich zu Beginn des zweiten Teils (ab Brief 80) die Dualität von materieller Wirklichkeit der Körper und von immaterieller, intelligibler Wirklichkeit der Geister oder Seelen zu vermitteln. Das Reich der Seelen bildet den ‹vornehmsten Theil der Welt› aus. Sie stünden in einer nicht mehr kausal zu erklärenden, unergründbaren Verbindung zueinander. Sie sind der Ursprung aller Wunder und aller theologischen Betrachtungen.

„Il est donc certain que ce monde renferme deux especes d'êtres; des êtres corporels ou materiels & des êtres immateriels ou des esprits, qui sont d'une nature entierement differente. Cependant ces deux especes d'êtres sont liées ensemble de la maniere la plus étroite, & c'est principalement de ce lien que dépendent toutes les merveilles du monde, qui ravissent les êtres intelligens & les portent à glorifier le Créateur.“

„Es ist also gewiß, daß diese Welt zwey Arten von Wesen enthält; körperliche oder materielle Wesen und immaterielle Wesen oder Geister, welche beyde von einer gänzlich verschiednen Natur sind. Gleichwohl sind diese Wesen auf die genaueste Art untereinander verbunden; und eben von diesem Bande hängen vornehmlich alle die Wunder der Welt ab, welche die vernünftigen Wesen entzücken und zur Verherrlichung des Schöpfers anfeuern.“

Auch die von Leibniz behauptete 'prästabilierte Harmonie' zwischen den zwei Wesen wird abgelehnt (Briefe 92 und 93), da nach Eulers Auffassung mit einer Monade ein ausdehnungsloses Gebilde mit geometrischem Ort im Raum bestimmt wird. Man laufe damit Gefahr einer Lokalisierung des Geistigen hinaus, und damit einhergehend einer Materialisierung des Geistes, die Euler entschieden ablehnt.
An andere Stelle (Briefe 83, 84 und 88) argumentiert Euler gegen diese ‹vorherbestimmte› Übereinstimmung von Seele und Körper, insofern sie dann nur wie voneinander unabhängige, aber korrelierende Maschinen - oder wie ‹zwey Uhren› - vorgestellt würden. Das sei aber insofern widersinnig, als demnach die ‹Freyheit des Menschen völlig aufgehoben werde›.
Nach Euler macht die Willensfreiheit das Charakteristische des Geistes aus. Es ist die Fähigkeit des vernünftigen Menschen, unabhängig von kausalen (mechanischen) Krafteinwirkungen, allein durch Motive eine Handlung zu beginnen.

„Un motif qui porte un esprit à regler ses résolutions, est d'une nature tout-à-fait differente, d'une cause ou force qui agit sur les corps. Ici l'effet est produit nécessairement & là l'effet demeure toujours volontaire, & l'esprit en est le maitre. C'est sur cela qu'est fondée l'imputabilité des actions d'un esprit, qui l'en rend responsable; ce qui est le vrai fondement du juste & de l'injuste. Dès qu'on établit cette difference infinie entre les esprit & les corps, la liberté n'a plus rien qui puisse choquer.“

„Ein Motiv, nach welchem ein Geist seine Entschlüsse faßt, ist durchaus von einer andern Natur, als eine Ursache oder Kraft, die auf Körper wirkt. Hier wird die Wirkung nothwendig hervorgebracht; aber dort ist sie beständig willkührlich und der Geist bleibt Meister darüber. Dieß ist der wahre Grund des Rechts und des Unrechts, der Verbindlichkeit und der Zurechnung, die nur bey Handlungen der Geister statt finden. Nur diesen unendlichen Unterschied zwischen Geistern und Körpern darf man gehörig festsetzen, so ist in der Lehre von der Freyheit nichts befremdendes und anstößiges mehr.“

Ein Motiv ‹hebt das Freiwillige einer Handlung (so Euler) niemals auf›. Und Euler deutet die Kantische Idee des Kategorischen eines Willensaktes aus Vernuftentscheid bereits mit einfachen Worten an:

„Or quelques forts que fussent ces motifs, l'homme demeure toujours le maitre de vouloir; on ne sauroit jamais dire qu'il y fut forcé ou contraint, [...].“

„So stark indessen diese Beweggründe auch seyn mögen; so bleibt das Wollen doch beständig dem Menschen selbst überlassen; man kann niemals sagen, daß er dazu genöthiget oder gezwungen worden; [...].“

Die Willensfreiheit eröffnet zugleich die moralische Welt des Guten wie auch Bösen in der Wirklichkeit. Vermöge der Freiheit ist es dem Menschen gegeben zu sündigen. Die noch folgenden Briefe 89 bis 91 sind der Theodizee und philosophischen Fragen der christlichen Offenbarung gewidmet.
Mit der wahrhaften Existenz einer intelligiblen, moralischen Welt ist die materielle Welt nicht in sich (kausal) abgeschlossen; der Materialismus ein Irrglaube, eine ‹abgeschmackte Meinung›.

„Mais dès qu'on accorde aux ames des hommes & des animaux quelque pouvoir dur leurs corps, pour y produire des mouvemens, que la seule organisation des corps n'auroit pas produits, le système du monde n'est plus un pure machine, & tous les évenemens n'y arrivent pas nécessairement, comm dans le cas précédent [i. e. l'harmonie préétablie].“

„Sobald man aber den Seelen der Menschen und der Thiere einige Gewalt über ihre Körper einräumt, um Bewegungen darinn hervorzubringen, welche die bloße Organisation der Körper nicht würde hervorgebracht haben; so ist das System der Welt keine bloße Maschine mehr, und die Bewegungen erfolgen dann nicht alle mehr nothwendig, wie in dem vorhergehenden Fall [der vorherbestimmten Harmonie].“

So bestehe zwischen Seele und Körper eine ‹doppelte Verbindung›, die sich durch zwei Wirkungen voneinander trennen lassen und die nicht aufeinander reduzierbar wären: zum einen die empirische Wirkung von Körper auf Seele, zum anderen die geistige Wirkung der Seele auf den Körper. Die letztere Wirkung geschieht rein ‹immateriell› vermöge der Willensfreiheit und ihrer Voraussetzung, ‹eine Handlung zu begehen oder zu lassen›. Entsprechend unterscheidet Euler in Brief 88 zwischen drei ‹Begebenheiten› (évenemens), die in der Wirklichkeit vorkommen: zwischen den ‹natürlichen›, welche ganz nach kausalen Bewegungsgesetzen erfolgt; den ‹geistigen› Begebenheiten, die allein aus dem ‹Willen der freyen [...] Wesen› erfolgen, und die vor allem die Verantwortbarkeit der Handlung eines jeden Einzelnen begründen; und eine Mischform, in der beide untrennbar vorkommen.

„En general la plupart des évenemens qui arrivent sur la terre, doivent être rapportés à cette espece, puisqu'il n'y en a presque point, où les hommes & les animqux n'aient quelque influence. La culture des campagnes exige d'abord des mouvement volontaires d'hommes ou de bêtes, mais la suite est un effet des causes purement naturelles. Les suites funestes de la guerre actuelle, quel mêlange ne sont-elles pas, tant des causes naturelles que des actions libres des hommes?“

„Überhaupt muß der größte Theil der Begebenheiten, die auf Erden erfolgen, zu dieser Classe gerechnet werden; denn es giebt fast keine, auf welche die Menschen oder die Thiere nicht einigen Einfluß hätten. Der Anbau der Felder erfodert anfangs willkührliche Bewegungen der Menschen oder der Thiere; aber das Übrige ist hernach eine Wirkung von bloß natürlichen Ursachen. In den traurigen Folgen des gegenwärtigen Krieges; welche Vermischung entdecken wir da nicht von natürlichen Ursachen und von freyen Handlungen der Menschen?.“

Das Verstandesvermögen, Vorstellungen hervorzubringen sowie Begriffe zu abstrahieren, ist von sensorischen Empfindungen begleitet. Dabei bleibt das Urteilsvermögen des Verstandes hingegen ein davon unabhängiges, eine Besonderheit der allgemeinen Begriffsbildung. Dadurch unterscheidet der Mensch sich vom Tier, und dadurch ‹erhalten wir vornehmlich unsere Erkenntnisse›.
Mathematische Objekte (geometrische Figuren, Zahlen, Mengen usw.) sind ‹Ideen› oder Einbildungen, die durch ‹Abstraktion› von realen Objekten zustande kommen.

### Sprache und Logik

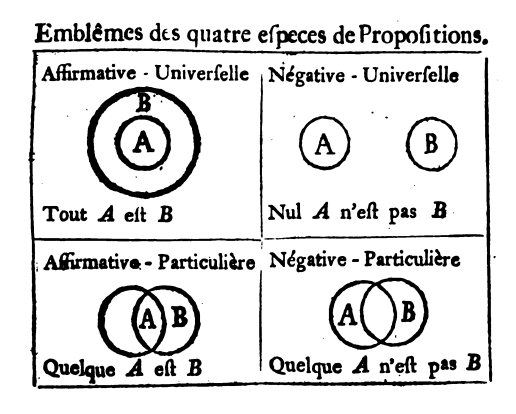
La représentation schématique des quatre jugemets catégoriques; dans Euler (1768), tome II, Lettre CIII, p. 101

Die Briefe 101 bis 108, verfasst im Februar und März 1761, führen ein in die heute so genannten Euler-Venn-Diagramme zur Veranschaulichung des syllogistischen Schließens. Sowohl J. Venn selbst als auch heutige Lehrbücher berufen sich auf Euler als den Urheber der diagrammatischen Darstellung der vier kategorischen Urteile. Er entwickelt daraus sämtliche syllogistische Schlussverfahren durch mengenartige Kreisdarstellungen. Es kann allerdings auch sein, dass er sie von Johann H. Lambert übernommen hat, der sie kurz vor Erscheinen der Lettres benutzte.

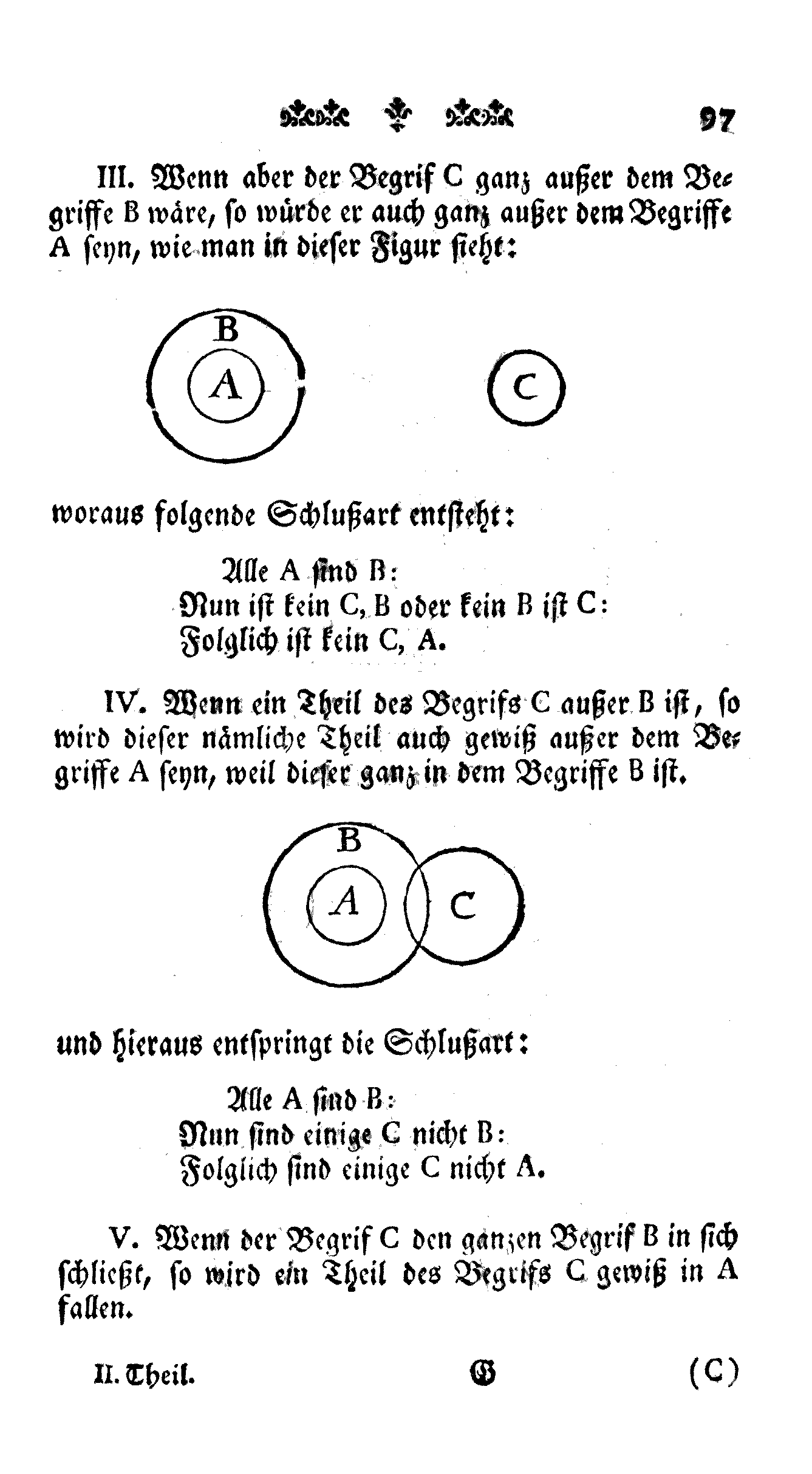
Aus Brief 103: Diagrammatische Darstellung der syllogistischen Schlussformen Camestres und Baroco

Zunächst hebt Euler in Brief 101 und 102 den wissenschaftlichen Bedarf nach einer klaren und differenzierten Sprache hervor, um allgemein-abstrakte Begriffe hervorzubringen und den Erkenntnisbereich präzisiert bezeichnen und eindeutige Schlussfolgerungen ziehen zu können. In gewissen Andeutungen greift Euler hier dem sprachanalytischen Diktum voraus, dass das Denken und Erkennen sich an der Sprache manifestiere.

„De là V. A. comprend, comment une langue peut être plus parfaite qu'une autre: une langue est toujours plus parfaite, quand elle est en état d'exprimer un plus grand nombre de notions générales formées par abstraction. C'est à l'égard de ces notions, qu'il faut juger de la perfection d'une langue. Autre fois on n'avoit pas dans la langue Russe un mot, pour marquer ce que nous nommons justice: c'étoit sans doute un grand défaut, puisque l'idée de la justice est très importante dans un grand nombre de jugemens & de raisonnemes & qu'on ne sauroit presque penser la chose même sans un mot qui y est attaché; auss a-t-on suppléé à ce défaut en introduisant un mot Russe qui signifie justice.“

„Hieraus begreifen nun Ew. H. wie die eine Sprache vollkommener, als die andere, seyn könne. Eine Sprache ist immer vollkommener, wenn sie geschickt ist, eine größere Anzahl von allgemeinen Begriffen, die durch Abstraktion gebildet worden, auszudrücken. Vordem hatte man in der Russischen Sprache kein Wort für den Begrif der Gerechtigkeit; in der That ein sehr großer Mangel, da dieser Begrif zu so vielen Urtheilen und Schlüssen so unentbehrlich ist, und da man die Sache selbst kaum einmal denken kann, ohne ein Wort zu haben, wodurch sie bezeichnet werde. Auch hat man diesem Mangel abgeholfen und ein Wort in die Russischen Sprache eingeführt, das so viel als Gerechtigkeit bedeutet.“

Eulers Vorstellung hinsichtlich einer für wissenschaftliche Zwecke idealen Sprache läuft nicht nur konform mit den vielfältigen Zielen der alltäglichen Mitteilung und des Erkenntnisgewinns, sondern auch mit dem ‹wahren› und letzten Zweck jedes menschlichen Urteilsvermögens:

„[...] pour se garantir de l'erreur.“

„[...] sich vor dem Irrthume zu verwahren.“

### Die Inhaltsverzeichnisse
Die Inhaltsverzeichnisse der Lettres wurden in der ersten französischen Auflage der drei Teile von 1768 und 1772 mit kurzen Zusammenfassungen versehen. In dieser Hinsicht zeigt das Werk eine gewisse Verwandtschaft mit Descartes’ Principia philosophiae, das ganz offenbar als Vorbild diente. Die Verzeichnisse sind hier in der deutschen Fassung von 1773 wiedergegeben und der heutigen Rechtschreibung angepasst worden. Die Nummerierung entspricht den Briefzahlen.

## Wirkungsgeschichte

### Beschreibung des Erfolgs
Der außergewöhnliche Erfolg dieses Werkes ist aus heutiger Sicht ein Phänomen für sich, wenngleich es im Umfeld Eulers hierzu keine briefliche Erwähnung gibt. Er ist aber allein daraus ersichtlich, dass bereits zur ersten Drucklegung an der Petersburger Akademie weitere Ausgaben geplant und umgesetzt wurden. Die Übersetzung ins Russische durch Rumowski wurde noch im gleichen Jahr angegangen. Bereits um 1800 hatten die Lettres 30 Auflagen durchlaufen und waren in acht Sprachen übersetzt. Eneström hat bis ins 20. Jahrhundert hinein 111 Auflagen aufgelistet. Es gilt als gesichert, dass die erste deutsche Übersetzung (Reihe B) von Euler selbst stammt. Noch Mitte des 19. Jahrhunderts galten die Lettres als das «berühmteste Werk, das je geschrieben wurde».

### Erklärungsansätze

#### Euler als Philosoph: bis heute eine Kontroverse
Bemerkungen über die Lettres sind immer gleichzeitig als Beurteilungen über Eulers wirkungsgeschichtliche Stellung als philosophischer Gelehrter neben seinen mathematischen Tätigkeiten zu verstehen. Von Eulers Lebzeiten bis heute besteht in diesem Punkt unter Philosophen, Mathematikern und Wissenschaftshistorikern größte Uneinigkeit.
Während die eine Seite in Eulers Schrift den Beginn einer ‹neuen philosophischen Epoche› sieht und die Originalität vieler Ansätze hervorhebt, stellt die andere Seite das oft Unausgearbeitete in den Lettres entgegen, das nicht gründlich Erforschte, das Fragmentarische vieler philosophischer Gedanken.
Der Herausgeber F. Kries der vierten deutschen Ausgabe von 1792 hat z. B. die philosophischen Briefe des zweiten Teils (Erkenntnistheorie, Logik, Moralphilosophie und Monadenlehre) komplett herausgenommen, zum einen weil die Philosophie ‹eine Umwälzung erlitten› habe, zum anderen weil ‹kein allgemeines Interesse› daran bestehe.
Ferner wurde das besondere Phänomen bemerkt, dass Eulers offenbare Souveränität in der Mathematik allein schon genügte, dass seine Qualitäten in anderen Disziplinen (wie auch der Philosophie) nicht in gleicher Weise herausragen konnten.
Eulers eigene Position
Für eine neutrale Bewertung sind folgende Feststellungen aus Eulers originalen Quellen zu beachten.
1. Euler hat sich selber weder als ein Philosoph verstanden noch als ein solcher betitelt. Gleich an mehreren Stellen spricht Euler davon, dass die philosophischen Auseinandersetzungen nicht weiter ergiebig seien. Beispielhaft ist in diesem Zusammenhang Eulers Schlussfloskel in Brief 17, die er im 24. Brief wiederholt:

« Mais Ciceron a dejà fait la remarque, qu’on ne sauroit imaginer rien de si absurde, que les Philosophes ne soient capable de soutenir. Pour moi je suis trop peu Philosophe pour embrasser ce sentiment. »

„Aber Cicero hat schon die Anmerkung gemacht, daß sich nichts so Ungereimtes denken liesse, was nicht die Philosophen im Stande wären zu behaupten. Was mich betrifft, so bin ich zu wenig Philosoph, um diese Sichtweise zu überschauen.“

2. Seine philosophischen Bemerkungen sind vorwiegend Reaktionen und Auseinandersetzungen der ursprünglichen Positionen anderer Philosophen seiner Epoche. Unmittelbar sind das die von Descartes, Locke, Leibniz und Wolff, mittelbar aber auch die naturphilosophischen Standpunkte Galileis, Huygens’ und Newtons: und so auch in den Briefen. In den meisten Fällen benennt Euler distanziert die widerstreitenden Positionen ‹der Philosophen›, um sie entweder unaufgelöst stehen zu lassen oder um sie vorsichtig hypothetisch fortzudenken.
3. Was speziell die Ausführungen in den Briefen betrifft, so sind bestenfalls die Bemerkungen zur Wolffschen Monadenlehre neuartig und fortgeschritten. Sowohl was die Länge als das begriffliche Niveau der Ausführungen betrifft, verfolgte Euler hierbei - und nur beim Thema Monadenlehre – eigenes, forschendes Interesse. Die damals 15-jährige Schülerin, Prinzessin Friederike Charlotte, hatte wohl Eulers Ausführungen an dieser Stelle als unverständlich kritisiert und darum gebeten, dass sich die Unterweisung zu physikalischen Themen von elementarem Niveau fortsetzen möge.

#### Pädagogische Aufbereitung
Entsprechend wurde die Schrift bis Mitte des 19. Jahrhunderts als pädagogisch aufbereitetes Sachbuch verwendet, was ihre große Verbreitung bis heute erklären würde.

“[The Letters to a Princess of Germany] is the most widely circulated book on physics written before the recent explosion of science and schooling.”

„[Die Briefe an eine deutsche Prinzessin] ist das am weitesten verbreitete Buch über Physik, das vor der neueren Explosion von Wissenschaft und ihrer Beschulung geschrieben wurde.“

In demselben Sinn wird heute noch der explorative Schreibstil in Eulers Schrift gewürdigt, der vom alltäglichen, phänomenbasierten Vorwissen anhebt und sich als einzigartig für das 18. Jahrhundert herausgestellt hat. Euler sei insofern ein ‹guter Lehrer›, als er an vielen Stellen, vor allem zur Einführung in ein neues Thema, vom ‹Bekannten zum Unbekannten fortgeht›. Es ist zudem bekannt, dass dem brieflichen Unterricht an die Prinzessin Friederike mehrere Privatlektionen für wohlhabende Schüler vorausgingen. Euler konnte also auf Erfahrung und Geschick im Didaktisieren von mathematisch-physikalischen Themengebieten zurückgreifen.

#### Bestimmung zur Schullektüre für Mädchen
Der erste Herausgeber der Letters to a German Princess Henry Hunter, seinerzeit ein schottischer Minister, gab in seinem Vorwort der Lektüre von 1795 eine Vorbestimmung zur schulischen Unterweisung für Mädchen in Naturwissenschaften.

“Euler wrote these Letters for the instruction of a young and sensible female, and in the same view that they were written, they are translated, namely, the improvement of the female mind; an object of what importance to the world!”

„Euler schrieb diese Briefe als Anleitung für eine junge und vernünftige Frau, und in gleicher Weise wie sie geschrieben wurden, sind sie auch übersetzt worden, nämlich zur Verbesserung des weiblichen Verstandes; ein Gegenstand von solch einer Wichtigkeit für diese Welt!“

Die paternalistische Absicht Hunters ist in seinem gesamten Vorwort ersichtlich und mündet darin, dass seine Übersetzung dieses Werkes ein Bildungsbeitrag zur Gleichstellung beider Geschlechter sein möge. Heute ist hingegen ersichtlich, dass diese geschlechtsspezifische Zueignung des Werks frei erfunden ist, da eine solche Absichtserklärung Eulers nicht dokumentiert ist. Von dieser Interpretation hat sich das Buch, insbesondere im englischsprachigen Raum, bis heute nicht erholt.
Verlässliche Auskunft über die ursprüngliche pädagogische Intention zur gleichberechtigten Erziehung beider Geschlechter gibt hingegen die Lobrede von Eulers Petersburger Sekretär Nikolaus Fuss:

„Kaum war das erste dieser angeführten Werke heraus [d. i. die Lettres], als eine russische und eine deutsche Übersetzung davon, so wie eine neue in Paris veranstaltete Ausgabe es zu der ausgebreitetsten und beliebtesten physikalischen Lesebücher machten, welches nicht wenig beygetragen hat, den Namen des berühmten Verfassers auch unter dem schönen Geschlechte, und allen denen bekannt zu machen, die seine Verdienste und die Aufklärung nicht aus seinen wichtigern Schriften zu beurtheilen im Stande sind.“

#### Auslegung als nicht-mathematisches Werk
Ebenso fragwürdig ist in diesem Zusammenhang die vielfache Betonung einzelner Historiker, es handle sich um ein nicht-mathematisches Sachbuch Eulers.

“The text showed [Euler’s] insight, how he worked through problems, and the clarity of his explanations. It contained no mathematics.”

„Der Text zeigte [Eulers] Sicht darauf, wie er Probleme anging, wie auch die Klarheit seiner Erklärungen. Er enthielt keine Mathematik.“

Dabei ist gerade das Gegenteil offensichtlich: Die Schrift ist gefüllt mit geometrischen und arithmetischen Konstruktionen zu allen behandelten physikalischen Größen. Eine Auslegung als nicht-mathematisches Werk ist nur schwer mit Eulers eigenem methodischen Verständnis von Mathematik und Naturwissenschaft (als eine mathesis mixta) vereinbar. Sie kommt nur zustande, insofern keine Algebra und Analysis, keine formalen Überlegungen in den Briefen angetroffen werden können.
Euler war in pädagogischer Hinsicht darauf angewiesen, die rein mathematischen Überlegungen für seine Adressatin, zur damaligen Zeit fünfzehn Jahre alt, nicht zu übertreiben. Die Briefe enthalten keine mathematischen Formalismen. Im Zusammenhang mit der dort vorgestellten Theorie der Tonschwingungen erinnert er sich etwa mit entschuldigendem Unterton an den breiten Bildungsauftrag, um das Thema nunmehr abzukürzen:

« La matière sur laquelle je prends la liberté d’entretenir V. A. est si seche que j’ai lieu de craindre, qu’elle ne Vous ennuiè bientôt; mais pour ne pas empoier trop de tems, j’envoïe aujourd’huy trois lettre à la fois, afin de finir, tout d’un coup, ce sujet presque dégoutant. »

„Die Materie, mit der ich jetzt Ew. H. unterhalte, ist so trocken, daß ich Ursache habe zu fürchten, sie werde Ew. H. halb ermüden. Aber, um nicht soviel Zeit darauf zu wenden, so schicke ich heut drey Briefe auf einmal, um diese beynah verdrüßliche Materie mit einem male zu endigen.“

#### Skizze eines physikalischen Weltbildes
Unstrittig ist zudem, dass Eulers Briefe aus heutiger Sicht wegen ihrer Popularität ein kulturhistorisches „Hauptdokument der Aufklärung“ darstellt, das - ganz im Sinne Eulers – eine Begeisterung für freie, geistige Bildung aussendet.
Schon Émile Saisset berichtet in seiner Einleitung zur 9. französischen Neuauflage, dass zwar viele Konzeptionen bereits in Vergessenheit geraten wären (allen voran die umfassende Ätherkonzeption), die Lettres dennoch den besten Zustandsbericht für die konzeptionelle Krisenzeit (‹ce temps de crise›) der Naturphilosophie zwischen Leibniz und Kant abliefere. In diesem Sinne darf Eulers Lettres heute als erstes Abbild der physikalischen Weltsicht Mitte des 18. Jahrhunderts aufgefasst werden. Das Werk könne uns heute die Vielseitigkeit und Zerstrittenheit innerhalb der naturphilosophischen Auffassungen eindrucksvoll wiedergeben.

« L’époque où écrivait Euler n’était point une époche hereuse pour la philosophie. L’Angleterre était tout à Locke et à Hume, c’est-à-dire à l’empirisme et au scepticisme; la France s’enchaînait à l’esprit de Voltaire; c’est-à-dire encore à la philosophie du doute unie à celle des sens. En Allemagne, Leibniz n’était plus; et Kant, encore endormi de ce sommeil dogmatique don’t le reveilla David Hume, ne paraissait encore.
Depuis Newton, le cartésianisme pur était décrie dans toute l’Europe. La philosophie leibnizienne, réduite en système, mais déjà altérée et comme desséchée sous la formalisme de Wolff, se corrompait chaque jour dadvantage entre les mains de disciples inintelligents […].
Les Lettres à une Princesse d’Allemagne nous présentent le spectacle animé de ce temps de crise, d’épuisement et de dissolution. »

„Die Zeit, in der Euler seine Briefe schrieb, war keinesfalls eine glückliche für die Philosophie. England war ganz auf Locke und Hume ausgerichtet, das heißt auf den Empirismus und Skeptizismus; Frankreich verbündete sich mit dem Geist Voltaires, und das heißt immer noch mit der Philosophie eines reinen Zweifels am Sinnlichen. In Deutschland war Leibniz nicht mehr da, und Kant war noch nicht da, in seinem dogmatischen Schlummer ruhend, von dem ihn erst David Hume wecken soll.
Seit Newton war der reine Cartesianismus in ganz Europa in Verruf geraten. Die Leibnizsche Philosophie wurde bereits auf ein System gebracht, allerdings unter der Formgebung Wolffs derart verändert und ausgetrocknet, dass sie in den Händen unbegabter Schüler täglich weiter verdorben wurde […].
Die Briefe an eine deutsche Prinzessin geben uns eine lebhafte Vorstellung von dieser Krisenzeit, von dieser Zeit der Erschöpfung und Auflösung.“

Der Einfluss dieses einzelnen Werkes, das geschlossene physikalische Bild, das von ihm ausgeht, auf einzelne naturphilosophische und erkenntnistheoretische Auffassungen I. Kants, auf J. W. v. Goethes und A. Schopenhauers sowie E. Machs ist in deren Literatur nachweisbar und Gegenstand mehrerer philosophiehistorischer Studien.

#### Klarheit der Darstellung
Heute besteht mehrheitlich Einigkeit darüber, worin das Geheimnis des überwältigenden Erfolges besteht, den dieses einzelne Werk auszeichnet. Die einfache und klare Darstellung von zum Teil schwierigen Gedankengängen, die pädagogische Reduktion ohne Simplifizierung, das wird seit jeher an dem Werk bewundert. Und so bewertet es auch Nicolas de Condorcet bereits in der vielbeachteten Lobrede für Euler, die in überarbeiteter Form in der 4. Auflage der Lettres zu finden ist:

« Le nom d’Euler, si grand dans les sciences, l’idee imposant que l’on se forme de ses ouvrages, destinés à developper ce que l’analyse a de plus épineux et de plus abstrait, donnent à ces letters si simples si faciles, un charme singulier. Ceux qui n’ont pas étudié les mathématiques, étonnés, flattés peut-être de pouvoir entendre un ouvrage d’Euler, lui savent gré de s’être mis a leur portée; et ces details élémentaires des sciences acquièrent une sorte de grandeur par le rapprochement qu’on en fait avec la gloire et le genie de l’homme illustre qui les a traces. »

„Der Name Euler, so groß in den Wissenschaften, eine bedeutsame Idee, die mit seinen Werken verbunden wird, dazu bestimmt, kniffligste und abstrakteste Analysis weiterzuentwickeln, gibt so einfache, so leichte Briefe von einzigartigem Charme her. Diejenigen die keine Mathematik studiert haben, sind erstaunt, vielleicht geschmeichelt, ein Werk von Euler verstehen zu können und sind ihm dankbar, dass er sich in ihre Reichweite begeben hat. Und diese elementaren Details aus den Wissenschaften erhalten durch diese Zuwendung eine besondere Größe, die man mit dem Ruhm und dem Geist eines Mannes verbindet, der ihnen nachgegangen ist.“

#### Merkmal eines Genies
Schon Goethe hat mit Blick auf die Farbenlehre in Eulers Werk dasjeniges eines ‹Genies› gesehen, welche sich darin auszeichne, immerzu den Weg zu den Anfängen zu finden und neu zu gestalten.
Auch É. Saisset, Herausgeber der ersten Gesamtausgabe der Lettres, findet den genialen Zug des Werkes darin, dass ‹alles dadurch vereinfacht wird, indem es auf Prinzipien zurückgebracht › werde.
In dieselbe Richtung geht die Bewertung Schopenhauers, wenn er sagt, es

„[…] bewirkt die den eminenten Köpfen eigentümliche Deutlichkeit des Denkens und Klarheit der Begriffe, daß sogar bekannte Wahrheiten, von ihnen vorgetragen, neues Licht oder wenigstens neuen Reiz gewinnen: hört oder liest man sie; so ist es, als hätte man ein schlechtes Fernrohr gegen ein gutes vertauscht. Man lese z.B. nur in Eulers »Briefen an eine Prinzessin« seine Darstellung der Grundwahrheiten der Mechanik und Optik. Hierauf beruht Diderots im »Neveu de Rameau« beigebrachte Bemerkung, daß nur die vollendeten Meister fähig sind, die Elemente einer Wissenschaft eigentlich gut vorzutragen; eben weil nur sie die Sachen wirklich verstehn und niemals ihnen Worte die Stelle der Gedanken vertreten.“

### Einzelne Kommentare
Daniel Bernoulli gab Euler schon früher den freundschaftlichen Rat, von naturphilosophischen Auseinandersetzungen Abstand zu halten.
Zu dieser Zeit (1745–47) hatte die Preussische Akademie der Wissenschaften, zu deren Kommission auch Euler gehörte, die Preisaufgabe gestellt, dass die Monadenlehre einmal exakt formuliert werde. Zu diesem Anlass hat Euler seine Überlegungen in den philosophischen Essays Gedancken von den Elementen der Cörper (1746) und Rettung der göttlichen Offenbarung gegen die Einwürfe der Freygeister (1747) formuliert, die anschließend in seinen Lettres erneuert wurden. Vom Vater Johann I Bernoulli darüber in Kenntnis gesetzt, jener wäre mit solchen Spekulationen beschäftigt, schreibt Daniel Bernoulli an Euler:

« Sie sollten sich nicht über dergleichen Materien einlassen; denn von Ihnen erwartet man nichts als sublime Sachen, und es ist nicht möglich in jenen zu excelliren. »

Joseph-Louis Lagrange gehörte zu den Ersten, die Eulers Lettres an der Berliner Akademie zu sehen bekamen. Seine Zurückhaltung, die er d’Alembert gegenüber äußert, ist damit zu erklären, dass er philosophischen Fragen wenig abgewinnen konnte:

« J’avais compté de vous envoyer en même temps les Lettres de M. Euler, que vous souhaiter de voir; mais, comme elles auraient trop grossi le paquet, je les remets à une autre occasion, d’autant plus qu’elles n’ont d’autre mérite que d’être sorties de la plume d’un grand géomètre. »

„Ich hatte ursprünglich vor, Ihnen zur gleichen Zeit die Briefe von Hrn. Euler zuzuschicken, die Sie zu sehen wünschen. Aber da sie nun ein so grosses Paket geworden sind, werde ich sie Ihnen bei anderer Gelegenheit zusenden, zumal sie es nicht verdient haben, aus der Feder eines so grossen Geometers hervorgegangen zu sein.“

Jean d’Alembert stand in dieser Zeit in wissenschaftlicher Konkurrenz zu Euler auf dem Gebiet der Kontinuums- und Fluidmechanik und wusste gleichwohl, dass er ihm im mathematischen Können unterlegen war. Er betrachtete Eulers Arbeiten mit Neid und Argwohn. Allerdings hielt sich d’Alembert, zur damaligen Zeit schon längst am Gipfelpunkt seines enzyklopädischen Schaffens angelangt, durchaus für den besseren Philosophen.

« Vous avez bien raison de dire qu’il n’eût pas dû faire imprimer cet Ouvrage pour son honneur. Il est incroyable qu’un aussi grand génie que lui [Euler] sur la Géométrie et l’Analyse soit en Métaphysique si inférieur au petit écolier, pour ne pas dire si plat et si absurde, et c’est bien le cas de dire: Non omnia eidem Dii dedere. »

„Sie haben guten Grund zu behaupten, dass dieses Werk zu seiner Ehre besser nicht hätte gedruckt werden sollen. Es ist unglaublich, dass ein so großes Genie wie seines auf dem Gebiet der Geometrie und Analysis, in der Metaphysik noch unter dem kleinsten Schüler steht, um nicht von so viel Plattheit und Absurdität zu sprechen. Es lässt sich sehr wohl in diesem Fall sagen: Nicht alles haben die Götter demselben gewährt.“

Der Kulturhistoriker Egon Friedell des frühen 20. Jahrhunderts versuchte sich an einer möglichst knappen Einordnung der wissenschaftlichen Errungenschaften Eulers mit Blick auf die gesamte Neuzeit. Und er findet hierbei einige Charakteristika, die rückblickend von kulturhistorischer Bedeutung sein sollen. Eines davon ist dieses Werk, das er, allein unter den vielen, die Euler geschrieben hat, namentlich benennt.

„Der bedeutendste Mathematiker des Zeitalters ist Leonhard Euler, der, am Hofe Friedrichs des Großen und Katharinas lebhaft gefördert, die Algebra zu einer internationalen mathematischen Zeichensprache erhob, die Variationsrechnung schuf und […] für die Wellentheorie eintrat: in seinen «Lettres à une princesse d’Allemagne sur quelque sujets de physique et de philosophie» bekämpfte er die Newtonsche Emanationstheorie […].“

## Ausgaben und Übersetzungen
Gustav Eneström hat in seinem Verzeichnis des Eulerschen Werks sämtliche Ausgaben der Lettres chronologisch aufgelistet und kommt bis zum damaligen Stand (1910) auf 111 Einträge.
Nach Eneströms Katalog sind auch die verschiedenen Übersetzungen nach chronologischem Erscheinen in der entsprechenden Sprache mit einem lateinischen Buchstaben-Suffix versehen. Der französische Originaltext hat keinen Buchstaben. Zum Beispiel E343.A für die russische Erstausgabe (1768), E343.B für die deutsche (1769), …
Ferner bezeichnet dort eine arabische Ziffer noch die Auflage. Zum Beispiel E343.G{\displaystyle ^{\boldsymbol {2}}} für die zweite englische Ausgabe.
Für diesen Eintrag sind die am meisten verbreiteten Ausgaben und Auflagen benannt. Außerdem folgen noch neuere Ausgaben nach 1910 bis heute (Stand 2023).

### Die Erstausgabe
- Originaltitel: Lettres à une princesse d’Allemagne sur divers sujets de physique et de philosophie.
  - Tome premier: 1. bis 79. Brief. Sankt Petersburg (de l’imprimerie de l’academie impériale des sciences) 1768. Online: Textarchiv – Internet Archive. 2. Auflage: (Stiedau) Mitau, Leipzig 1770 (E343²).
  - Tome second: 80. bis 154. Brief. Sankt Petersburg 1768. Online: Textarchiv – Internet Archive. 2. Auflage: (Stiedau) Mitau, Leipzig 1770 (E344²)
  - Tome troisième. 155. bis 234. Brief. Sankt Petersburg 1772. Online: Textarchiv – Internet Archive . 2. Auflage: Frankfurt, Leipzig 1774 (E417²).

### Ausgabe in den Opera Omnia
- Series Tertia (III), Volumen 11: Lettres à une princesse d’Allemagne sur divers sujets de physique et de philosophie. (hrsg. v. Andreas Speiser). Turici 1960.
  - Darin enthaltend: Band 1 der französischen Erstausgabe von 1768 (s. o.) (E343).
  - A. Speiser, Einleitung zu den Lettres à une princesse d’Allemagne: Übersicht über die in den Bänden III/11 und 12 enthaltenen Arbeiten. Seiten V – XLIII.
  - Bibliographie der Lettres bis 1872. Seiten XLIII – LXX.
- Series Tertia (III), Volumen 12: Lettres à une princesse d’Allemagne sur divers sujets de physique et de philosophie. (hrsg. v. Andreas Speiser). Turici 1960.
  - Darin enthaltend: Band 2 und 3 der französischen Erstausgabe von 1768 und 1772 (s. o.) (E344 und E417).

### Nouvelles éditions
- 4. Auflage: Lettres de M. Euler à une princesse d’Allemagne, sur différentes questions de physique et de philosophie. Nouvelle édition. 
  - Tome Premier: Mit Ergänzungen von N. le Marquis de Condorcet und S. F. de Lacroix. (Royez) Paris 1787 (E 343.4). Online: archive.org
  - Tome second: 1788 (E3444); Tome troisième: 1789 (E4174), von denselben Herausgebern. Online: archive.org und archive.org.
  - Die Ausgabe enthält Condorcets Éloge de M. Euler (1786) in einer überarbeiteten Fassung. Eine an vielen Stellen veränderte Fassung. Mehrere konfessionelle und theologische Passagen wurden von Condorcet herausgenommen.[159]
- 9. Auflage: Euler. Lettres à une princesse d’Allemagne, sur divers sujets de physique et de philosophie. Nouvelle édition.  Gesamtausgabe der französischen Erstausgaben. Mit Einleitung und Ergänzungen herausgeg. v. Émile Saisset. (Charpentier) Paris 1843. Online: archive.org.
  - Der Herausgeber Saisset bezeichnet auf S. xx die Condorcet/Lacroix-Ausgabe als ‹unvollkommen› und bemühte sich um eine kritische Edition.

### Weitere Ausgaben (chronologisch nach Erscheinen der Erstausgabe)
Russische Ausgabe A
- Письма о разных физических и философических материях, написанные к некоторой немецкой принцессе. Übersetzung durch Stepan Rumowski. Druckerei der Petersburger Akademie, Sankt Petersburg (СПб) 1768 (E343.A), 1772 (E344.A) und 1774 (E417.A).
- Neuere Gesamtausgabe: Письма к немецкой принцессе о разных физических и философских материях.- СПб.: Наука, 2002.

Deutsche Ausgabe B
- Briefe an eine deutsche Prinzessin über verschiedene Gegenstände der Physik und Philosophie. In der Übersetzung von Justus Christian Loder.
  - 1. Teil, Johann Friedrich Junius, Leipzig 1769 (E 343.B). 2. Auflage 1773 (E343.B2). Online: Textarchiv – Internet Archive
  - 2. Teil, Johann Friedrich Junius, Leipzig 1769. (E 344.B). 2. Auflage 1773 (E344.B2). Online: Textarchiv – Internet Archive
  - 3. Teil, 1. Auflage: Johann Friedrich Hartknoch, St. Petersburg, Riga und Leipzig 1774. (E 417.B). 2. Auflage: Johann Friedrich Junius, Leipzig 1780 (E417.B2. Online: Textarchiv – Internet Archive
- 4. Auflage: Leonhard Eulers Briefe über verschiedene Gegenstände aus der Naturlehre. Nach der Ausgabe der Herren Condorcet und de la Croix aufs neue aus dem Französischen übersetzt und mit Anmerkungen, Zusätzen und neuen Briefen vermehrt von Friedrich Kries, Lehrer an dem Gothaischen Gymnasium. (Dyck) Leipzig 1792 (E343B4), 1793 (E344B4), 1794 (E417B4). Freier Online-Zugriff: MDZ digitale Sammlungen
- Briefe an eine deutsche Prinzessin über verschiedene Gegenstände aus der Physik und Philosophie - Philosophische Auswahl.
  - Nach der Erstübersetzung von 1769, regidiert, mit Einleitung und Anmerkungen versehen und herausgeg. v. Günter Kröber. Ph. Reclam Verlag, Leipzig (DDR) und Verlag das europäische buch (eurobuch 17), Westberlin (BRD) 1983.
- Gesamtausgabe: Briefe an eine deutsche Prinzessin über verschiedene Gegenstände der Physik und Philosophie. - Faksimiledruck der Erstausgabe.
  - Herausgegeben von R. U. Sexl und K. v. Meyenn. Mit der Einleitung A. Speiser (1960), S. XXI–XLV, und einem Vorwort von K. Reiche. Edition Vieweg Band 3. Braunschweig, Wiesbaden 1986.

Niederländische Ausgabe C
- Brieven over de vorrnaamste Onderwerpen der Natuurkunde en Wysbegeerte door den Hoogleeraar L. Euler. Leyden 1785 (E343C), 1785 (E344C), 1786 (E417C)

Schwedische Ausgabe D
- Leonhard Eulers bref till en tysk prinsessa i åtskilliga physiska och philosophiska ämnen. Übersetzung nach dem 1770 herausgeg. Original von C. C. Pflueg. Königliche Druckerei Stockholm 1786 (E343D), 1787 (E344D), 1787 (E417D).

Italienische Ausgabe E
- Lettere ad una principessa d’Alemagna sopra diversi soggetti di fisica e di filosofia scritta da Mr. Eulero. Übersetzung aus dem Französischen von O. Carnevale. Neapel 1787 (E343E, E344E und E417E).

Dänische Ausgabe F
- Breve til en Prindsesse i Tydkland over adskillige Gienstande af Physiken og Philosophien skrevne i det franske Sprog af Hr. Leonhard Euler. Übersetzung nach dem 1770 herausgeg. Original von C. C. Pflueg. (Kobbere) Kopenhagen 1792 (E343F), 1792 (E344F), 1793 (E417F).

Englische Ausgabe G
- Letters of Euler to a German princess, on different subjects in physics and philosophy. Übersetzung nach der neuen französ. Ausgabe (4. Auflage von Concorcet u. de Lacroix), ergänzt durch ein Vorwort, Condorcets Elogium of Euler und einen Glossar: von Henry Hunter. (Murray) London 1795 (E343G, E344G und E417G). In 2 Bänden erschienen. Online (2. Auflage von 1802): archive.org und archive.org
- 4. Auflage: Letters of Euler on different subjects in Natural Philosophy addressed to a German princess. With notes and a life of Euler, by David Brewster. Containing a glossary of scientific terms with additional notes, by John Griscom. In 2 Bänden erschienen. (Harper) New York 1833. Online: archive.org und archive.org

Spanische Ausgabe H
- Cartas a una princesa de Alemania sobre varias materias de fisicas y de filosofia. Übersetzung mit Ergänzungen durch Juan L. de Peñelver. Teil 1, Madrid 1798 (E343H). (Über das Erscheinen des 2. und 3. Teils ist nichts bekannt.)
- Gesamtausgabe: Cartas a una princesa de Alemania sobre varias materias de fisicas y de filosofia – Herausgeg. und neu übersetzt durch Carlos M. Pérez. (Prensas Universitarias) Zaragoza 1990.Online: Google-Buchvorschau.

Finnische Ausgabe
- Kirjeitä saksalaiselle prinsessalle fysiikasta ja filosofiasta. Suomentanut ja kommentoinut: Johan Stén. Espoo 2007.

## Sekundärliteratur
- Wolfgang Breidert, Euler und die Philosophie. In: E. Fellmann (Hrsg.): Leonhard Euler (1707–1783). (Birkhäuser) Basel 1983: S. 447–458.
- W. Breidert, Euler’s ’Lettres à une princess d‘Allemagne’. S. 2276 f. in I. Grattan-Guinness, H. Pulte, The Reception of the Work of Leonhard Euler (1707–1783) . Math. Forschungsinst. Oberwolfach Report No. 38, 2007. URL: OWR-2007-38.
- Ronald S. Calinger, Euler’s ’’Letters To a Princess of Germany’’ – As an Expression of his Mature Scientific Outlook. Archive for History of Exact Sciences, Vol. 15, pp. 211–233 (1976).
- R. S. Calinger, Leonhard Euler. Mathematical Genius in the Enlightment. Princeton University Press. New Jersey, Oxfordshire 2016.
- R. S. Calinger, Ekaterina (Katya) Denisova, Elena N Polyakhova: Leonhard Euler’s Letters to a German Princess – A milestone in the history of physics textbooks and more. IOP Concise Physics, Morgan and Claypool Publishers, 2019. Online-Zugriff (eingeschränkte Buchansicht): IOPScience.
- Emil A. Fellmann, Leonhard Euler. Rowohlt, Reinbek 1995.
- A. T. Grigorian, V. S. Krisanov, Letters to a German Princess and Euler’s Physics. Seite 307–317 in: Nikolai Nikolajewitsch Bogoljubow, Gleb K. Michailow, Adolf Juschkewitsch: Euler and modern science. Englische Ausgabe. (Erstveröffentlichung auf Russisch, Isdatelstvo Nauka 1988.) Mathematical Association of America, Washington D.C. 2007.
- Dominic Klyve, Euler as Master Teacher in ‘Letters to a German Princess’. In: Opusculum – The Euler Society Newsletter, Vol. 2 (2), 2010: p. 16 – 20. Online: Opusculum-2010-2
- D. Klyve (2011a),  Euler’s ‘Letters to a German Princess’: Betrayal and Translation. In: Opusculum – The Euler Society Newsletter, Vol. 3 (1), 2011: p. 23 – 27. Online: Opusculum-2011-1
- D. Klyve (2011b), Seeking the Original Text of Euler’s ‘Letters to a German Princess’. In: Opusculum – The Euler Society Newsletter, Vol. 3 (2), 2011: p. 30 – 34. Online: Opusculum-2011-2
- Günter Kröber, Einleitung zur deutschen Ausgabe Euler/Kröber (1983), siehe oben unter Ausgaben und Übersetzungen, 1964 verfasst. Darin Seite 5 – 27.
- Dora E. Musielak, Euler and the German Princess (2014). Free-Access: arxiv.org (Stand: 28. Juni 2023)
- Karin Reich: Eulers »Briefe an eine deutsche Prinzessin« - Umfeld, Entstehung und Rezeption. S. 483–495 des Abschnitts Eulers Werk in: Gerd Biegel, Angela Klein, Thomas Sonar (Hrsg.): Leonhard Euler. 1707–1783. Mathematiker – Mechaniker – Physiker (= Disquisitiones historiae scientiarum. Braunschweiger Beiträge zur Wissenschaftsgeschichte. Bd. 3). Braunschweigisches Landesmuseum, Braunschweig 2008.
- Émile Saisset, Einleitung zu den Lettres à une princesse d‘Allemagne. S. i–xx der Gesamtausgabe (9. Auflage), siehe auch oben Nouvelles éditions. (Charpentier) Paris 1843.
- Andreas Speiser, Einleitung zu den Lettres à une princesse d’Allemagne: Übersicht über die in den Bänden III/11 und 12 enthaltenen Arbeiten. Seiten V – XLIII der Opera Omnia-Ausgabe III/11 (s. o.). Turici 1960. (Die hier angegebenen Seitenzahlen beziehen sich auf den Neuabdruck in Sexl und Meyenn (1986), siehe oben unter den weiteren deutschen Ausgaben.)
- Johan C. E. Stén, Review of: Calinger, Denisova, Polyakova (2019). In: The Author(s), Vol. 43, No. 3 (2021). Sage publications. Open-Access: Stén (2021)